# Rahden
Rahden [ˈʀaːdn] ⓘ (niederdeutsch Roh’n) ist eine Stadt im äußersten Norden von Nordrhein-Westfalen zwischen Bielefeld und Bremen sowie zwischen Hannover und Osnabrück. Sie gehört zum Kreis Minden-Lübbecke in Ostwestfalen-Lippe im Regierungsbezirk Detmold.
Rahden wurde erstmals im Jahr 1033 erwähnt und war von 1816 bis 1831 Sitz des ehemaligen Kreises Rahden.

## Geografie

### Geografische Lage
Rahden liegt im Nordosten Nordrhein-Westfalens und im Norden des Kreises Minden-Lübbecke. Im Norden des Stadtgebiets liegt der NRW-Nordpunkt – der nördlichste Punkt des Landes. Naturräumlich liegt das Stadtgebiet in der Norddeutschen Tiefebene bzw. in der Dümmer-Geestniederung. Markante Erhebungen gibt es kaum. Der höchste „Berg“ ist das Hohe Feld in der Kernstadt mit rund 59,1 m ü. NN. Das Stadtgebiet liegt mehrheitlich zwischen minimal 37 m ü. NN und 45 m ü. NN. Naturräumlich liegt das Gebiet ferner zum Teil in der Rahden-Diepenauer Geest und im Norden bereits in einem Teilraum der Diepholzer Moorniederung. Hier reicht Rahden bis fast an das Oppenweher Moor. Kulturräumlich gehört das Stadtgebiet zum Mindener Land.
Die meisten Gewässer im Gemeindegebiet sind Entwässerungskanäle, die das Gebiet in regelmäßigen Abständen entwässern. Sie wurden künstlich angelegt und bilden oft kein klassisches Flusssystem aus Haupt- und Nebenflüssen, das sich aus der Fließrichtung ergibt. Einer dieser Gräben ist der Tielger Bruchgraben, der von Oppenweher Moor kommend in die von Süden kommende Große Aue entwässert. Der Wesernebenfluss Große Aue durchfließt das Stadtgebiet von Süden kommend Richtung Nordosten. Von Westen her kommend vereinigt sich der Große Dieckfluss auf dem Stadtgebiet mit der Großen Aue. Die östliche Stadtgrenze zu Niedersachsen bilden der Weberbach und in Verlängerung der Große Aue-Nebenfluss Wickriede.
Die nächstgelegenen Großstädte sind Bielefeld (40 Kilometer südwestlich gelegen), Osnabrück (45 Kilometer westlich), Bremen (71 Kilometer nordöstlich) und Hannover (75 Kilometer südöstlich).

### Geologie

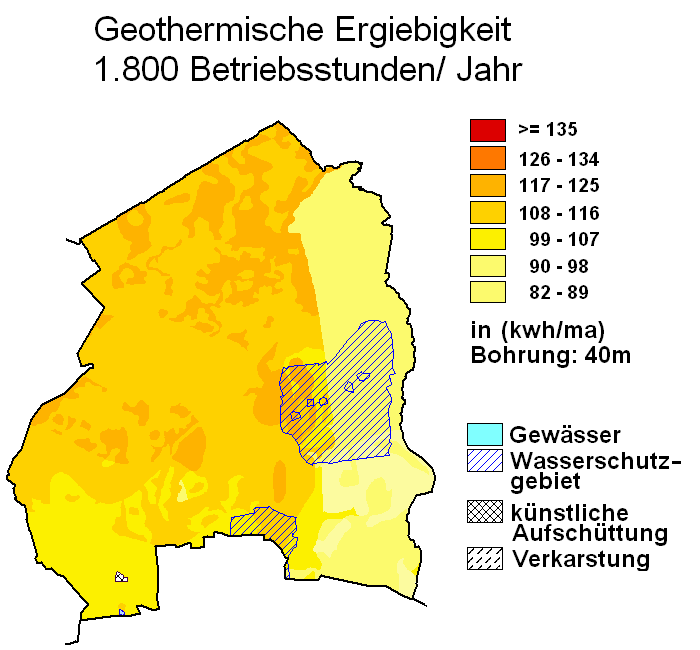
Geothermische Karte von Rahden

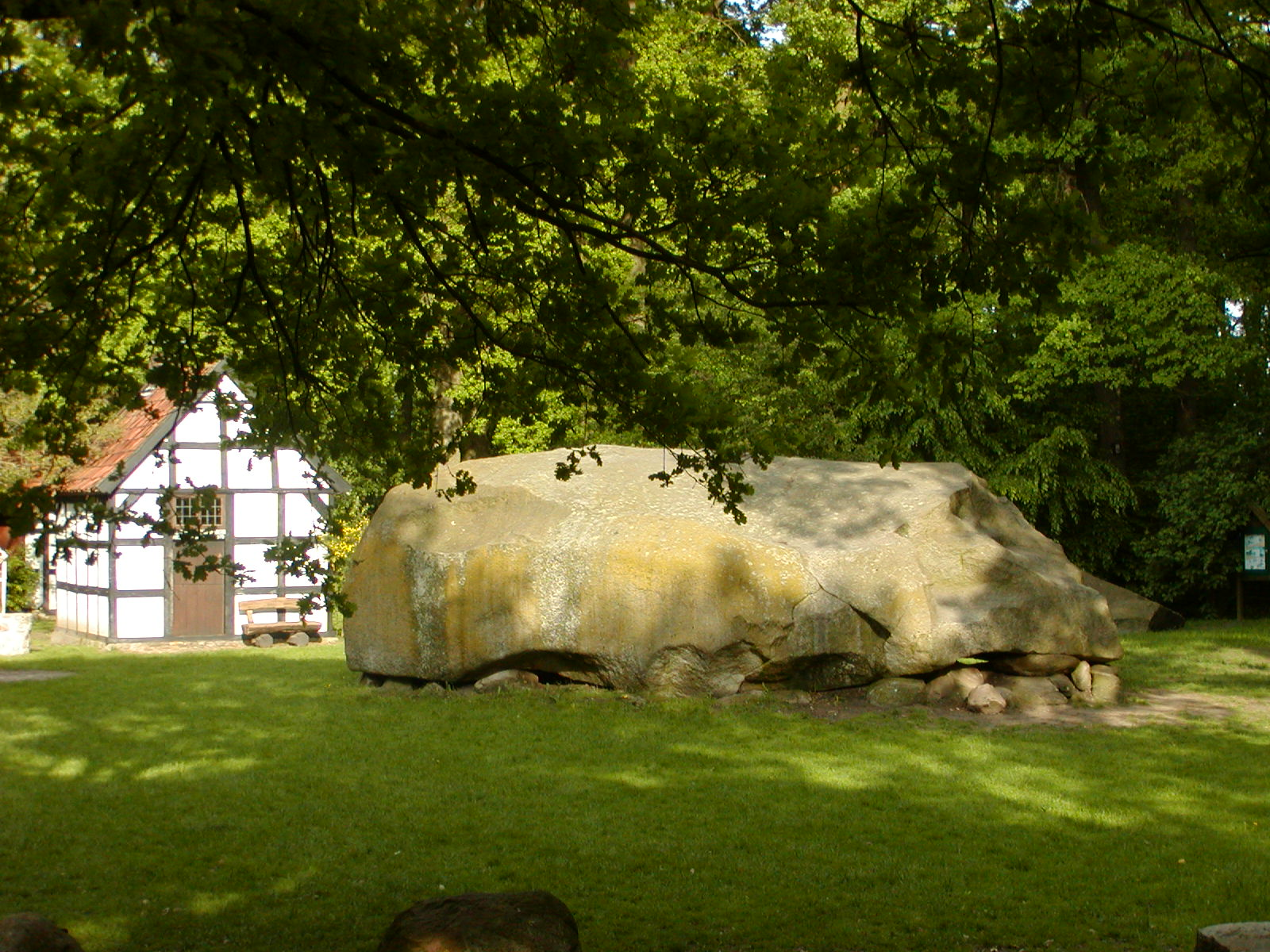
Großer Stein von Tonnenheide

Das Gebiet ist geologisch relativ einheitlich aufgebaut. Die meisten Teile bestehen aus Gesteinen aus dem Quartär. Einzelne Hügel sind aus Schichten der obersten Kreide aufgebaut. Teilweise wurden in der Eiszeit Findlinge in das Gebiet eingetragen, so zum Beispiel der „Große Stein“ von Tonnenheide. Die Böden bestehen ganz überwiegend aus Geestböden. Sie sind sandig und nur wenig fruchtbar. In den Moorniederungen im Norden ist das Gebiet meist nur extensiv nutzbar.
Rahden eignet sich weitgehend gut bis sehr gut zur Nutzung von geothermischen Wärmequellen mittels Erdwärmesonden und Wärmegewinnung durch Wärmepumpenheizungen (vgl. dazu die nebenstehende Karte).

### Ausdehnung und Nutzung des Stadtgebiets
Der niedrigste Punkt des rund 137 Quadratkilometer großen Stadtgebiets liegt bei rund 37 m ü. NN im Nordwesten der Gemeinde. In der Kernstadt erreicht das Gelände eine Höhe von 59,1 m ü. NN. Die maximale Nordsüdausdehnung beträgt rund 16 Kilometer, die maximale West-Ost-Distanz beträgt rund 11 Kilometer.
Rahden ist eine im Kreis- und Landesvergleich äußerst waldarme, dünn besiedelte und relativ stark von landschaftlicher Nutzung geprägte Gemeinde. Einziges größeres Waldgebiet ist der Osterwald bei Tonnenheide, ehemals Teil des Truppenübungsplatzes Wickriede im Südwesten. Die folgende Tabelle gibt einen Überblick über die genauen Flächenanteile der Nutzungsarten:
| Fläche nach Nutzungsart | Landwirt- schaftsfläche | Wald- fläche | Siedlungs- und Verkehrsfläche | Wasser- fläche | sonstige Nutzung |
| ----------------------- | ----------------------- | ------------ | ----------------------------- | -------------- | ---------------- |
| Fläche in ha            | 10.857                  | 733          | 1706                          | 426            | 13               |
| Anteil an Gesamtfläche  | 79 %                    | 5,3 %        | 12,4 %                        | 3,1 %          | 0,1 %            |

Quelle: Landesamt für Datenverarbeitung und Statistik NRW

### Nachbargemeinden
Die Nachbarkommunen von Rahden sind:
- im Norden die Gemeinde Wagenfeld
- im Osten der Flecken Diepenau
- im Süden die Stadt Espelkamp
- im Westen die Gemeinde Stemwede

### Stadtgliederung
Seit der Gebietsreform 1973 gehören gemäß § 3 der Hauptsatzung folgende Ortschaften zur Stadt:
| Ortschaft         | Einwohner | Stadtgliederung            |
| ----------------- | --------- | -------------------------- |
| Rahden            | 4543      | Stadtgliederung von Rahden |
| Kleinendorf       | 4293      | Stadtgliederung von Rahden |
| Varl              | 1582      | Stadtgliederung von Rahden |
| Sielhorst         | 767       | Stadtgliederung von Rahden |
| Preußisch Ströhen | 1932      | Stadtgliederung von Rahden |
| Wehe              | 1677      | Stadtgliederung von Rahden |
| Tonnenheide       | 1638      | Stadtgliederung von Rahden |

Stand: Januar 2012

### Klima

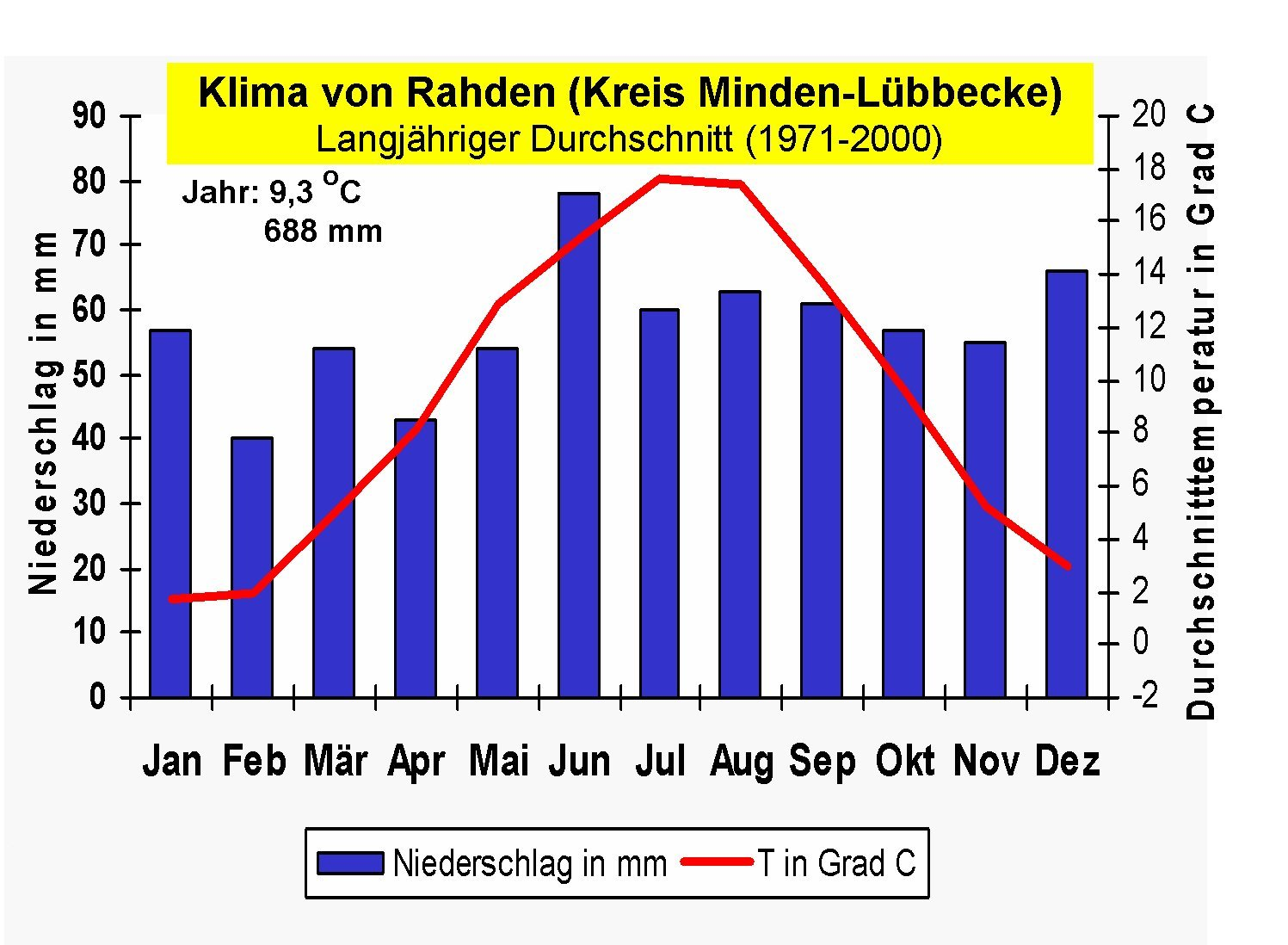
Klimadiagramm von Rahden-Varl

Das Klima in Rahden wird durch die Lage im ozeanisch-kontinentalen Übergangsbereich Mitteleuropas und durch seine Lage in der Norddeutschen Tiefebene bestimmt. Das Gebiet liegt überwiegend im Bereich des subatlantischen Seeklimas, weist aber temporäre kontinentale Einflüsse auf. Die Winter sind unter atlantischem Einfluss meist mild, die Sommer mäßig-warm, die Niederschläge sind relativ gleichmäßig verteilt. Es überwiegen westliche und südwestliche Winde, die Niederschläge mit sich führen.
Die Niederschlagsmenge liegt im langjährigen Mittel bei 688 mm. Die mittlere Jahrestemperatur liegt bei rund 9,3 °C. Damit gehört die Stadt zu den trockensten und wärmsten Gebieten Ostwestfalens.
Am 20. August 2009, dem wärmsten Tag dieses Jahres in Deutschland, wurde an der Wetterstation in Rahden-Varl mit 37,8 °C die höchste deutsche Jahrestemperatur erreicht.

## Geschichte

### Frühgeschichte
Bodenfunde zeigen, dass das heutige Stadtgebiet bereits vor 10.000 bis 12.000 Jahren in der mittleren Steinzeit auf der Rahdener Geest besiedelt war. Die Geest lag als erhöhte Bodenschwelle inmitten sumpfiger Niederungen und feuchter Gebiete und bot sich damit als Siedlungsort an. Reste von Großsteingräbern in Varl („Hohe Steine“) und das Hünengrab im Steinkämper Feld bezeugen diese früheste Besiedlung des heutigen Stadtgebiets. Weiterhin deuten Hügelgräber in Wehe (erhalten) und Tonnenheide (Bodendenkmal) mit umfangreichen Grabbeigaben wie Ascheurnen, Bronzeschmuck und einem Schwert auf eine Besiedlung in der Bronzezeit hin.

### Unter bischöflicher Herrschaft
Die erste Erwähnung Rahdens datiert aus dem Jahr 1033. In einer Urkunde Kaiser Konrads II. bestätigt der Kaiser eine Hufe in Rodun als Besitz des Stifts St. Martini in Minden. Der Name Rodun leitet sich wohl von den Rodungen der Wälder ab. Schon früh steht das Gebiet um Rahden damit, wie das gesamte Mindener Land, unter dem Einfluss des Bistums Minden bzw. dessen säkularer Herrschaft Hochstift Minden.
Zu Beginn des 14. Jahrhunderts entstand in Kleinendorf durch die Bischöfe von Minden eine Burg. An dieser strategisch wichtigen Furt über die Große Aue sicherte die Burg Rahden mehrere sich hier kreuzende Handelswege. Die Wasserburg war zunächst Sitz der bischöflichen Drosten des Amtes Rahden und später der brandenburgisch-preußischen Amtmänner und Beamten der königlichen Domänenverwaltung.
1353 stiftete Bischof Gerhard I. von Schauenburg die St.-Johannis-Kirche. Sie wurde Ausgangspunkt der Siedlung und des heutigen Hauptortes Rahden. Die Kirche auf dem Sandbrink ist ein Nachfolger einer alten Klus (Kapelle), die im Bereich des heutigen Westerfelds gestanden haben muss. 1572 wurden der Markt von Rahden und die Orte Kleinendorf, Varl, Sielhorst, Preußisch Ströhen, Wehe und Tonnenheide erstmals genannt.

### Rahden in Minden-Ravensberg
1648 fiel das Hochstift Minden nach dem Westfälischen Frieden als säkularisiertes Fürstentum Minden an Brandenburg-Preußen. Die Burg Rahden blieb Sitz eines Amtmannes. Das Amt Rahden umfasste den nordwestlichen Teil des Fürstentums, darunter der Flecken (Ort) Rahden und die Bauerschaft Großendorf. Das entspricht in etwa den heutigen Kommunen Stemwede und Rahden. 1719 wurden die Fürstentümer Minden und die Grafschaft Ravensberg unter formaler Beibehaltung ihrer Integrität zum Verwaltungsgebiet Minden-Ravensberg zusammengefasst.
Ab 1772 trug u. a. der Bau des Neuen Kanals – einem Seitenkanal der Großen Aue – dazu bei, dass die überwiegend sumpfig-nassen und überwiegend sandigen Böden landwirtschaftlich in größerem Umfang nutzbar wurden. Der Bau der Entwässerungsanlagen entlang der Aue, dem Großen Dieckfluss und der Wickriede dauerte rund hundert Jahre. Mit Beginn dieser Maßnahmen wurden durch die preußischen Landreformen im Rahdener Gebiet die gemeinen Marken geteilt.
Im Winter 1878/79 brannte die Burg (das sogenannte „Schloss“) letztmals ab. Ein Teil der verbliebenen Außenmauern bildet die heutige Ruine.

### Die napoleonische Zeit
1806 fiel das Gebiet um Rahden an Napoleon Bonaparte und wurde 1807 Teil des französischen Vasallenstaates Königreich Westphalen. Rahden wurde Sitz des Kantons Rahden, der zunächst zum Distrikt Minden des Departements der Weser gehörte. Von 1811 bis 1813 gehörte Rahden unmittelbar zum Kaiserreichs Frankreich und war dort Sitz der Mairie Rahden im Kanton Rahden, der nun zum Arrondissement Minden des Departements der Oberen Ems gehörte.

### Rahden in der preußischen Provinz Westfalen
Nach der Rückeroberung durch Preußen gehörte Rahden von 1813 bis zur Gründung der preußischen Provinz Westfalen zum Zivilgouvernement zwischen Weser und Rhein. Bereits 1816 hatte Preußen nach Rückeroberung seiner Westgebiete seine Verwaltungsstrukturen grundlegend modernisiert. 1816 wurde Rahden Hauptort des neuen Kreises Rahden, der im Wesentlichen dem westlichen Teil des ehemaligen Fürstentums Minden entsprach. Bereits 1832 wurde der leicht vergrößerte Kreis Rahden zum Kreis Lübbecke umgewandelt und der Kreissitz ins größere Lübbecke verlegt. Das 1843 eingerichtete neue Amt Rahden bestand aus den Gemeinden Großendorf (mit dem Flecken Rahden), Kleinendorf, Sielhorst (ab 1849), Ströhen, Tonnenheide (ab 1858), Varl und Wehe.
Während der Märzrevolution 1848 kam es zu „Tumulten“ in Rahden und Levern, so dass der Landrat Militär anforderte, das aber mangels Truppen dort nicht zum Einsatz kam. Am 1. April 1910 wurde die Gemeinde Großendorf in die Gemeinden Rahden und Espelkamp aufgespalten.
Die Preußen förderten in Minden-Ravensberg die Flachsverarbeitung, und so erblühte auch in Rahden im 18. Jahrhundert die Textilverarbeitung in proto-industrialistischerer Arbeitsteilung. Im Rahdener Gebiet standen über tausend Webstühle, die den Löwendleinen verarbeiteten. Durch die Rahdener Legge liefen zeitweise 500.000 „Ellen-Leinen“. Dennoch setzte die Industrialisierung in Rahden zunächst nicht durchdringend ein, so dass die ärmere bäuerliche Bevölkerung als „Rahdener Kiepenkerle“ im Winter in ganz Minden-Ravensberg ihre handgemachten Waren, wie Holzschnitzereien, anboten.
Im 19. Jahrhundert wurden diese Formen bäuerlicher Hausarbeit durch die zunehmend aufkommenden Industrieprodukte verdrängt. Auch die nun weitgehend vollständig industriell organisierte Textilproduktion fand zunehmend in den industriellen Zentren Minden-Ravensbergs statt und litt unter erheblicher Konkurrenz durch die stärker technologisierten ausländischen Spinnereien und Webereien. In der Mitte des 19. Jahrhunderts sahen sich viele Rahdener dadurch dazu gezwungen, unter anderem nach Amerika auszuwandern oder sich als Hollandgänger zu verdingen.
Mit dem Bau der Ravensberger Bahn 1899 von Bünde nach Bassum wird Rahden an die Hauptstrecken der Köln-Mindener Eisenbahn angebunden, 1910 folgt die Strecke nach Uchte. Dadurch wurde in Rahden die Grundlage für eine weitere industrielle Expansion geschaffen. Mitte des 20. Jahrhunderts entwickelte Rahden sich zu einer „Eisenbahnerstadt“.

### In der Bundesrepublik Deutschland
Seit der Gründung des Landes Nordrhein-Westfalen ist der Rahdener Ortsteil Preußisch Ströhen die nördlichste Ortschaft des Landes.
Durch die Gebietsreform zum 1. Januar 1973 wurde der Kreis Lübbecke mit dem Kreis Minden vereinigt; dabei wurden die kommunalen Grenzen deutlich verändert. Rahden erhielt seinen heutigen territorialen Zuschnitt, indem zum 1. Januar 1973 die heutigen Ortsteile und damaligen Gemeinden des Amtes Rahden zur Stadt Rahden zusammengefasst wurden. Der südliche Teil von Tonnenheide fiel dabei als Ortsteil Schmalge an Espelkamp. Ein kleiner Teil des jetzt zur Gemeinde Stemwede gehörenden Ortsteils und der damaligen selbständigen Gemeinde Oppenwehe wurde hingegen der neuen Kommune Rahden zugeordnet. Mit der Kommunalreform erhielt Rahden die Stadtrechte.
Seit 1994 ist Rahden Endpunkt der sogenannten „Ravensberger Bahn“ Bielefeld-Herford-Bünde-Lübbecke-Rahden, da die weitere, nach Norden führende Teilstrecke nach Sulingen-Bassum(-Bremen) zu diesem Zeitpunkt stillgelegt wurde. Der Personenverkehr auf der Strecke Rahden-Uchte-Nienburg wurde bereits 1968 eingestellt. Auf deren Teilstück Rahden-Uchte finden vornehmlich an einigen Tagen im Sommerhalbjahr Fahrten einer Museumseisenbahn statt.

### Religionen

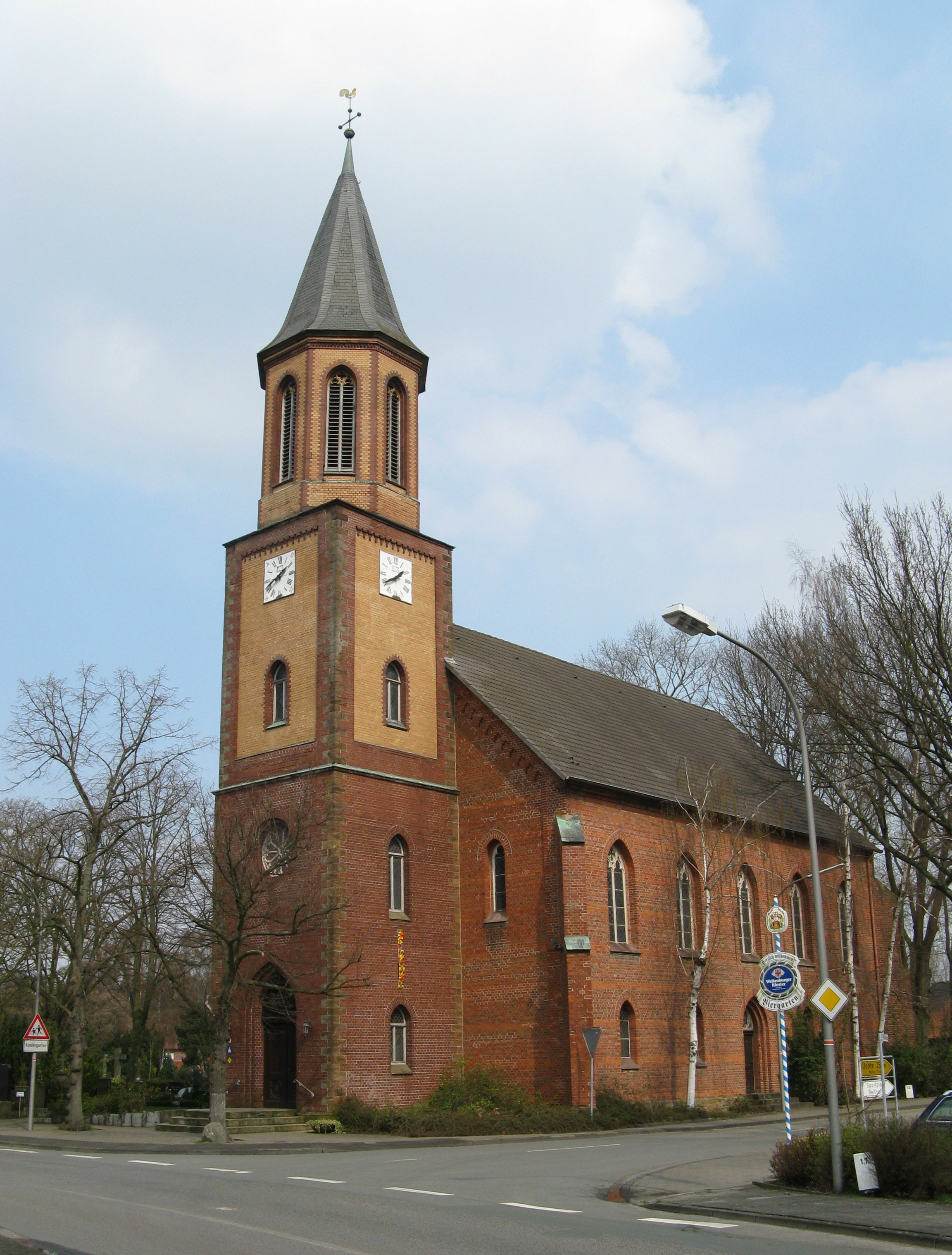
Immanuel-Kirche in Preußisch Ströhen

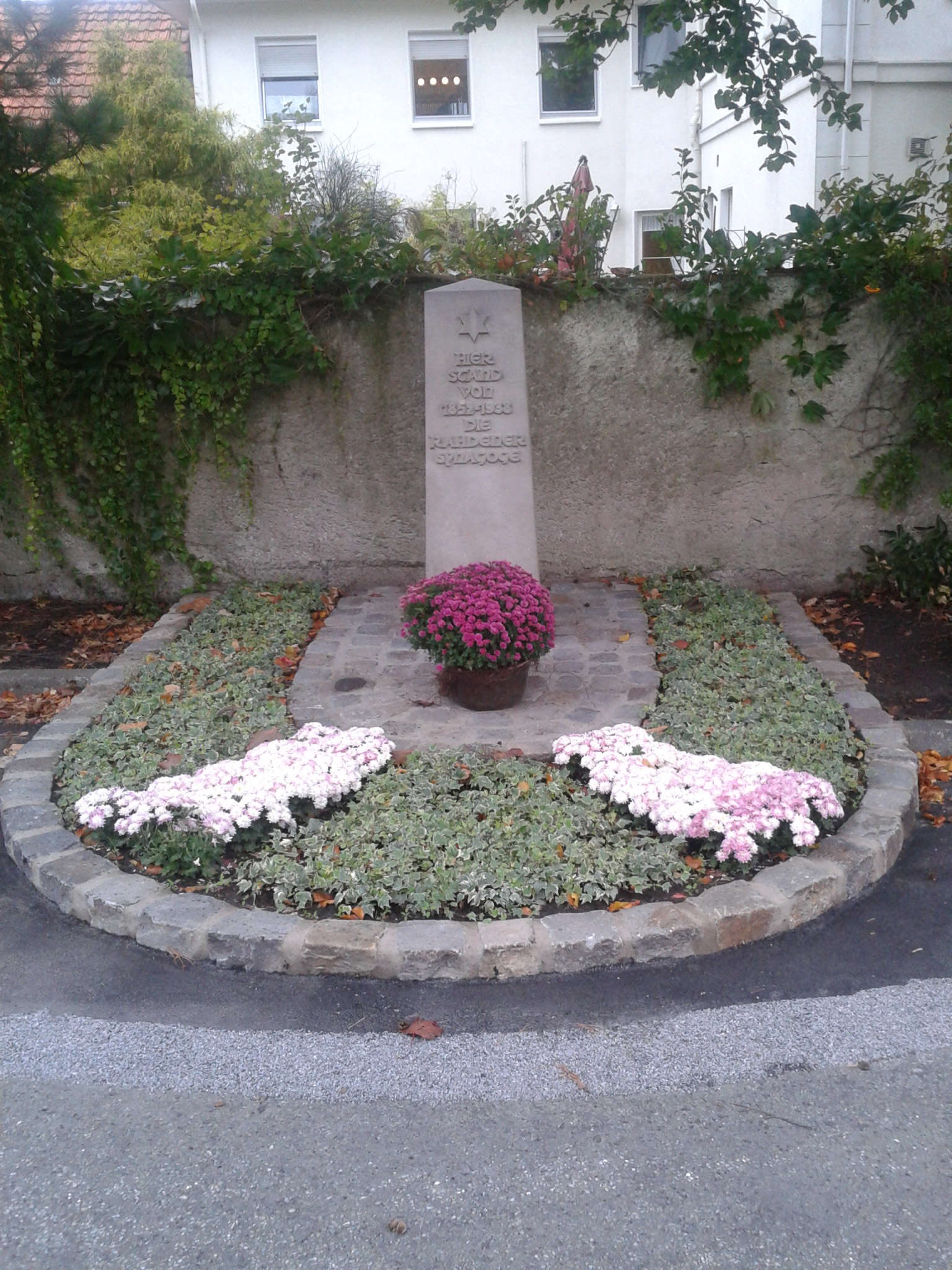
Gedenkstein für die ehemalige jüdische Gemeinde

Gemäß dem Zensus 2022 waren 59,9 % der Einwohner evangelisch, 5,8 % katholisch, und 34,3 % waren konfessionslos, gehörten einer anderen Glaubensgemeinschaft an oder machten keine Angabe. Die Anzahl der Protestanten an der Gesamtbevölkerung sinkt seitdem jährlich um zirka 250 Personen (zirka 1,5 Prozentpunkte der Gesamtbevölkerung).
Die Bevölkerung war überwiegend evangelisch-lutherisch, nachdem im Hochstift Minden nach 1530 in dessen einzelnen Kirchengemeinden zu unterschiedlichen, oft nicht genau zu bestimmenden Zeitpunkten die evangelische Lehre angenommen wurde. 1648 wurde das Hochstift säkularisiert und als Fürstentum Minden dem protestantischen Preußen zugeschlagen. Im 20. Jahrhundert kam es zu Veränderungen auf der konfessionellen Landkarte als Folge der durch den Zweiten Weltkrieg und dessen Folgen bedingten Migration, der allgemeinen Binnenmigration und der Säkularisierung, durch den Zuzug von Spätaussiedlern aus dem Osten Europas und von südeuropäischen Gastarbeitern.
Den verschiedenen Konfessionen stehen im Zentrum von Rahden die jeweiligen Kirchen zur Verfügung. In der Ortsmitte finden sich die evangelisch-lutherische St.-Johannis-Kirche und eine Neuapostolische Kirche sowie im Ortsteil Kleinendorf die katholische Michaels-Kirche und ein mennonitisches Bethaus. In weiteren Ortsteilen befinden sich evangelisch-lutherische Kirchen und Gemeindehäuser.
Im Schuljahr 2003/2004 waren rund 79 % der Schüler evangelisch, 6 % katholisch, 3 % islamisch. 6 % gaben an, einer sonstigen Konfession anzugehören, und 6 % rechneten sich keiner Konfession zu.
Bis 1938 gab es in Rahden eine jüdische Gemeinde mit einer Synagoge. Die Synagoge stand an der Stelle des heutigen Parkplatzes des Rathauses an der Langen Straße. Während der Novemberpogrome 1938 wurde sie vollständig niedergebrannt. Ein Gedenkstein auf dem Rathausparkplatz erinnert inzwischen an die ehemalige jüdische Gemeinde Rahden. Sie zählte im Oktober 1933 noch 49 Familien; 1942 wurden die letzten beiden Rahdener Juden, Dagobert und Sophie Haas, deportiert. Im Jahr 2015 wurden in der Stadt die ersten Stolpersteine in Erinnerung an ermordete Juden in der Stadt verlegt.

### Eingemeindungen
Die heutige Stadt Rahden entstand in einer Gebietsreform nach dem Bielefeld-Gesetz vom 24. Oktober 1972 zum 1. Januar 1973. Dazu wurden die sieben selbstständigen Gemeinden des Amtes Rahden im Kreis Lübbecke zusammengefasst. Diese bilden die heutigen Ortsteile von Rahden. Gleichzeitig wurde Rahden ein Teil des neugebildeten Kreises Minden-Lübbecke. Neben kleineren, unwesentlichen Flurbereinigungen zu diesem Stichtag wurden außerdem ein kleiner Teil im Osten der Gemeinde Oppenwehe aus dem Amt Dielingen-Wehdem nach Rahden umgegliedert sowie der südliche Teil der Gemeinde Tonnenheide als Ortsteil Schmalge an das ebenfalls neu zugeschnittene Espelkamp abgegeben. Nach dem 1. Januar 1973 gab es keine weiteren Umgliederungen bzw. Eingemeindungen in das Stadtgebiet.

### Einwohnerentwicklung
Die folgenden Tabellen zeigen die Einwohnerentwicklung seit 1885.
| Jahr                | Einwohner | Quellen |
| ------------------- | --------- | ------- |
| 1885 (31. Dezember) | 861       | [ 17 ]  |
| 1925 (31. Dezember) | 1934      | [ 17 ]  |
| 1933 (31. Dezember) | 2126      | [ 17 ]  |
| 1939 (31. Dezember) | 2288      | [ 17 ]  |
| 1961 (6. Juni)      | 3870      | [ 15 ]  |
| 1970 (27. Mai)      | 4060      | [ 15 ]  |
| 1972 (31. Dezember) | 4015      | [ 16 ]  |

| Jahr                | Einwohner |
| ------------------- | --------- |
| 1961 (6. Juni)      | 13.516    |
| 1970 (27. Mai)      | 13.925    |
| 1972 (31. Dezember) | 13.777    |
| 1974 (30. Juni)     | 13.701    |
| 1977 (31. Dezember) | 13.462    |
| 1982 (31. Dezember) | 13.003    |
| 1987 (31. Dezember) | 13.438    |
| 1992 (31. Dezember) | 14.535    |

| Jahr                | Einwohner |
| ------------------- | --------- |
| 1997 (25. Mai) ¹    | 15.150    |
| 2002 (31. Dezember) | 15.974    |
| 2007 (31. Dezember) | 16.019    |
| 2008 (31. Dezember) | 16.799    |
| 2010 (14. Januar)   | 16.633    |
| 2011 (31. Januar)   | 16.519    |
| 2012 (31. Dezember) | 15.509    |

Quelle: Landesamt für Datenverarbeitung und Statistik NRW

## Politik

### Stadtrat
Der Stadtrat von Rahden hat derzeit 34 Sitze. Hinzu kommt der Bürgermeister als Ratsvorsitzender. Die folgende Tabelle zeigt die Kommunalwahlergebnisse seit 1975:
| [ 18 ] [ 19 ]   | 2020  | 2020  | 2014  | 2014  | 2009  | 2009  | 2004  | 2004  | 1999  | 1999  | 1994  | 1994  | 1989  | 1989  | 1984  | 1984  | 1979  | 1979  | 1975  | 1975  |
| Partei          | Sitze | %     | Sitze | %     | Sitze | %     | Sitze | %     | Sitze | %     | Sitze | %     | Sitze | %     | Sitze | %     | Sitze | %     | Sitze | %     |
| --------------- | ----- | ----- | ----- | ----- | ----- | ----- | ----- | ----- | ----- | ----- | ----- | ----- | ----- | ----- | ----- | ----- | ----- | ----- | ----- | ----- |
| CDU             | 18    | 53,79 | 17    | 48,06 | 17    | 48,60 | 19    | 58,06 | 21    | 64,35 | 18    | 52,71 | 19    | 53,47 | 19    | 54,76 | 19    | 57,60 | 21    | 61,14 |
| SPD             | 6     | 18,05 | 9     | 23,70 | 9     | 24,14 | 8     | 23,59 | 8     | 26,02 | 11    | 34,00 | 11    | 33,35 | 11    | 32,68 | 12    | 36,35 | 10    | 31,93 |
| FWG1            | –     | –     | 6     | 16,36 | 5     | 14,15 | 2     | 7,54  | –     | –     | –     | –     | –     | –     | –     | –     | –     | –     | –     | –     |
| FDP             | 3     | 9,02  | 2     | 5,60  | 3     | 8,09  | 2     | 6,45  | 2     | 6,06  | 2     | 6,19  | 2     | 7,98  | 2     | 6,82  | 2     | 6,06  | 2     | 6,93  |
| GRÜNE           | 4     | 11,68 | 2     | 6,28  | 2     | 5,01  | 1     | 4,36  | 1     | 3,57  | 2     | 7,10  | 1     | 5,20  | 1     | 5,73  | –     | –     | –     | –     |
| AfD             | 2     | 4,98  | –     | –     | –     | –     | –     | –     | –     | –     | –     | –     | –     | –     | –     | –     | –     | –     | –     | –     |
| UFR2            | 1     | 2,50  | –     | –     | –     | –     | –     | –     | –     | –     | –     | –     | –     | –     | –     | –     | –     | –     | –     | –     |
| Gesamt3         | 34    | 100   | 36    | 100   | 36    | 100   | 32    | 100   | 32    | 100   | 33    | 100   | 33    | 100   | 33    | 100   | 33    | 100   | 33    | 100   |
| Wahlbeteiligung | 56,73 | 56,73 | 52,65 | 52,65 | 55,04 | 55,04 | 55,30 | 55,30 | 57,27 | 57,27 | 78,69 | 78,69 | 68,88 | 68,88 | 70,44 | 70,44 | 72,20 | 72,20 | 84,64 | 84,64 |

1Freie Wählergemeinschaft 2 UFR: Unabhängig für Rahden 3ohne Berücksichtigung von Rundungsdifferenzen

### Bürgermeister

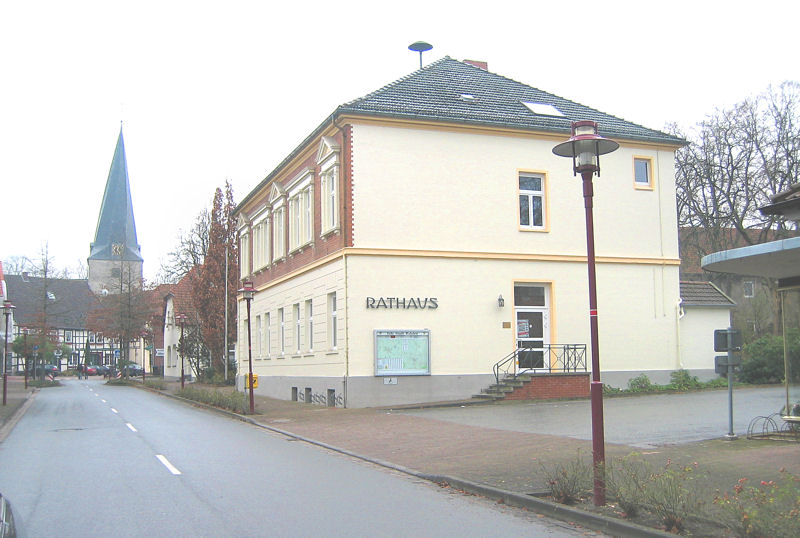
Rathaus der Stadt Rahden

Hauptamtlicher Bürgermeister ist zurzeit Bert Honsel (CDU). Er wurde am 13. September 2015 im ersten Wahlgang mit 61,1 Prozent der gültigen Stimmen gewählt und 2020 mit 72,1 Prozent wiedergewählt. Bert Honsel übernahm am 21. Oktober 2015 die Amtsgeschäfte von Bernd Hachmann, der von 1999 bis 2015 erster hauptamtlicher Bürgermeister der Stadt Rahden war. Das Amt des Stadtdirektors wurde mit der Einführung eines hauptamtlichen Bürgermeisters abgeschafft. Es war bis zur Kommunalwahl am 12. September 1999 von Bernd Hachmann ausgeübt worden. Seitdem übernimmt der Bürgermeister auch die Aufgaben als Verwaltungschef. Bei der Wahl am 26. September 2004 wurde Hachmann mit 83,7 Prozent der gültigen Stimmen, 2009 mit 63,33 Prozent wiedergewählt.
Amtszeiten der Bürgermeister und Stadtdirektoren seit 1973:
| Amtszeit  | Bürgermeister            |
| --------- | ------------------------ |
| 1973–1985 | Reinhold Spönemann (CDU) |
| 1985–1999 | Wilhelm Möhring (CDU)    |
| 1999–2015 | Bernd Hachmann (CDU)     |
| seit 2015 | Bert Honsel (CDU)        |

| Amtszeit  | Stadtdirektor    |
| --------- | ---------------- |
| 1973–1982 | Alfred Suderow   |
| 1982–1988 | Günter Kozlowski |
| 1988–1999 | Bernd Hachmann   |

### Wappen, Flagge, Banner und Siegel
| Banner, Wappen und Hissflagge |  |
|                               |  |
|                               |  |

Der Stadt wurde durch Urkunde des Regierungspräsidenten vom 19. April 1973 das Recht zur Führung eines Wappens, einer Flagge und eines Banners verliehen. Das Wappen zeigt laut § 2 der Hauptsatzung:
Unter einem silbernen (weißen) Schildhaupt mit drei blauen fünfblättrigen Rosen in Rot zwei kreuzweise gestellte silberne (weiße) Haken mit Griff.
Die Flagge ist von Rot und Weiß längsgestreift (geteilt) mit dem von der Mitte zur Stange verschobenen Wappenschild der Stadt, wobei das Schildhaupt im roten Flaggenstreifen, der übrige Schild im weißen Flaggenstreifen steht. Das Banner ist rot-weiß-rot im Verhältnis 1:3:1 längsgestreift mit dem Wappen in der Mitte der oberen Hälfte.
Entworfen wurden Wappen und Siegel der Stadt vom damaligen Realschullehrer und Heimatforscher Heinrich Bretthauer. Die drei blauen in der Hauptsatzung und Blasonierung als Rosen bezeichneten Blüten symbolisieren Flachsblüten (vgl. auch das Wappen des Kreises Bielefeld), die rund um die Rahdener Legge einst zu Leinen verarbeitet wurden, und die beiden schräggekreuzten Schafhaken symbolisieren das landwirtschaftlich geprägte Rahdener Land in früheren Zeiten.

### Städtepartnerschaften
Rahden hat zwei Städtepartnerschaften:
- Glindow, Ortsteil der Stadt Werder in Brandenburg, seit dem 3. Oktober 1990
- Galgahévíz (Ungarn), seit 1995

## Kultur und Sehenswürdigkeiten

### Theater
Das Theater im Pavillon (TIP) der früheren Hauptschule im Ortsteil Wehe zeigt in Trägerschaft der Volkshochschule Altkreis Lübbecke Schauspiele, Musiktheater, Kindertheater, Jugendtheater und Kleinkunstaufführungen im rund hundert Plätze zählenden Theater.

### Museen
- In der Stadt befindet sich der Museumshof Rahden mit historischen landwirtschaftlichen Gebäuden, einer Mühle und Geräten aus der Umgebung. Zum Ensemble gehört auch ein Steinbackofen aus dem 16. Jahrhundert. An den Mahl- und Backtagen wird hier auch heute noch Brot und Kuchen gebacken.
- In Rahden ist der Verein Museums-Eisenbahn Rahden-Uchte beheimatet. Gezeigt werden Ausstellungen zur örtlichen Eisenbahngeschichte. Außerdem führt der Verein in den Sommermonaten Fahrten auf der Strecke Rahden-Uchte durch (siehe auch #Verkehr).

### Musik
Zu den Kapellen und Orchestern in Rahden zählen die Spielmannszüge der örtlichen Schützenvereine, der Spielmannszug Kleinendorf, die Heimatkapelle Rahden und Posaunenchöre in Preußisch Ströhen und Rahden. Daneben gibt es zahlreiche Gesangsvereine: die Cantulianer, Frischauf Sielhorst, Frohsinn Kleinendorf, Liedertafel Rahden, Gesangverein Sangeslust Tonnenheide, Kantorei und Kinderchor Rahden sowie der Singkreis Preußisch Ströhen. Weiterhin unterhalten die weiterführenden Schulen in Rahden, die Freiherr-vom-Stein-Realschule und das Gymnasium in Rahden, eigene Schulbands.

### Bauwerke

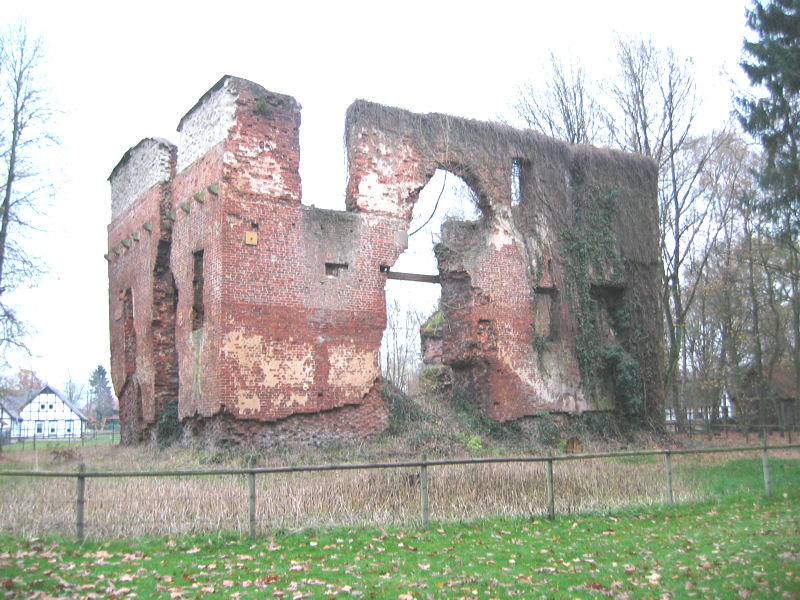
Die Ruine der Burg Rahden

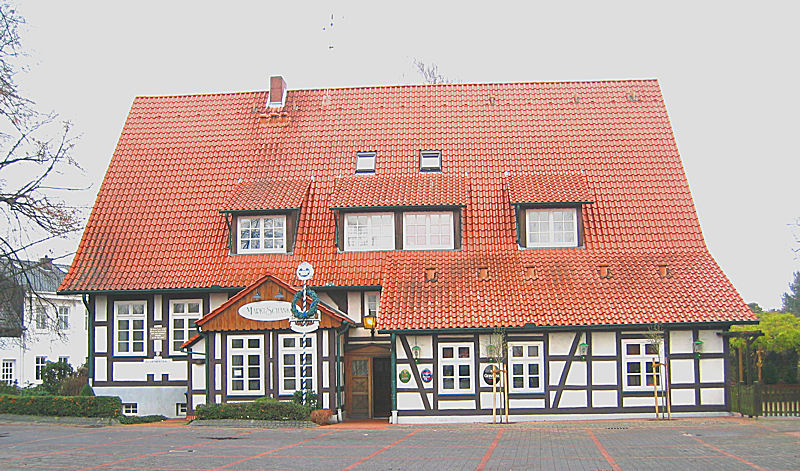
Marktschänke am Alten Markt

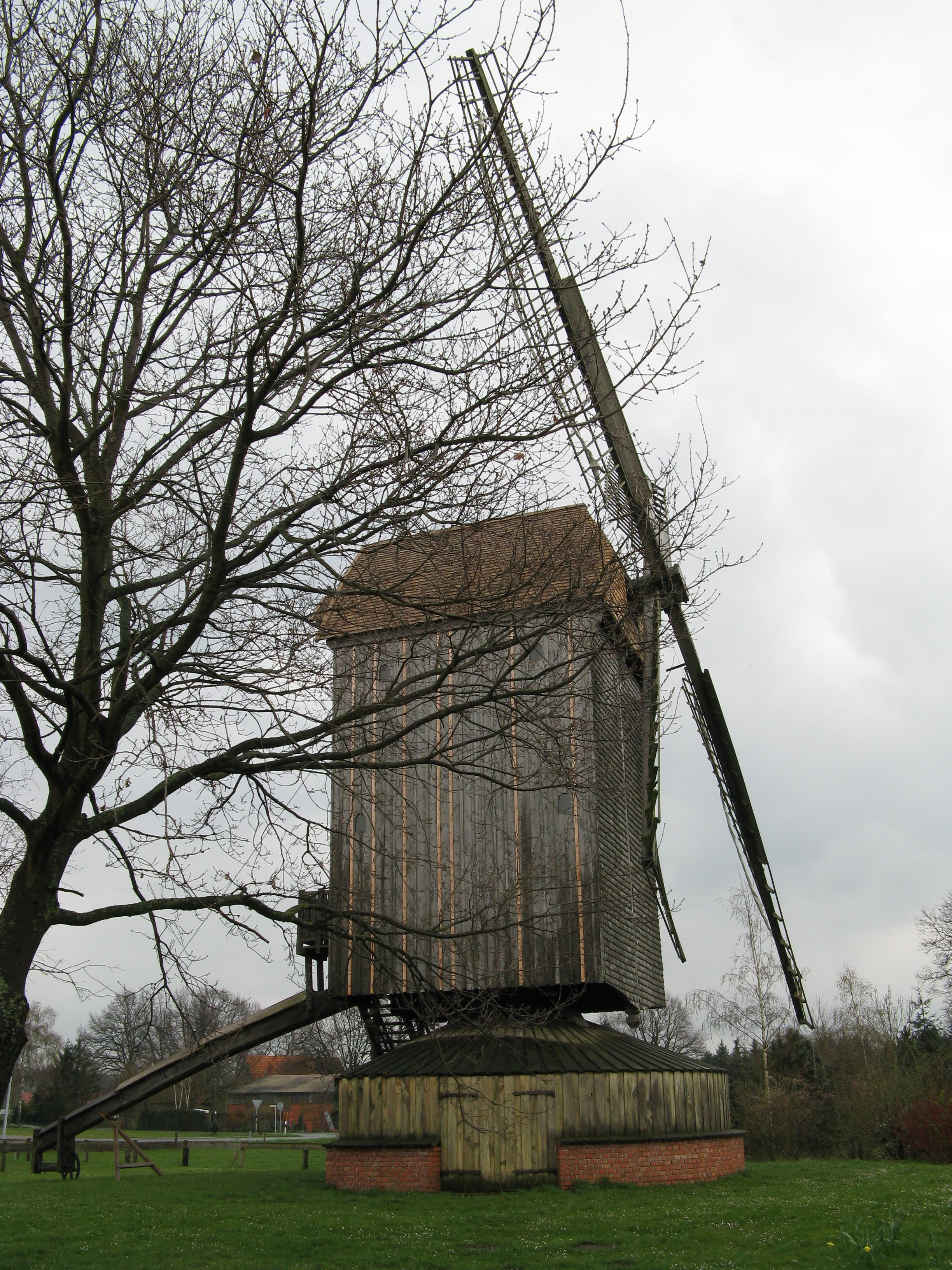
Bockwindmühle in Wehe

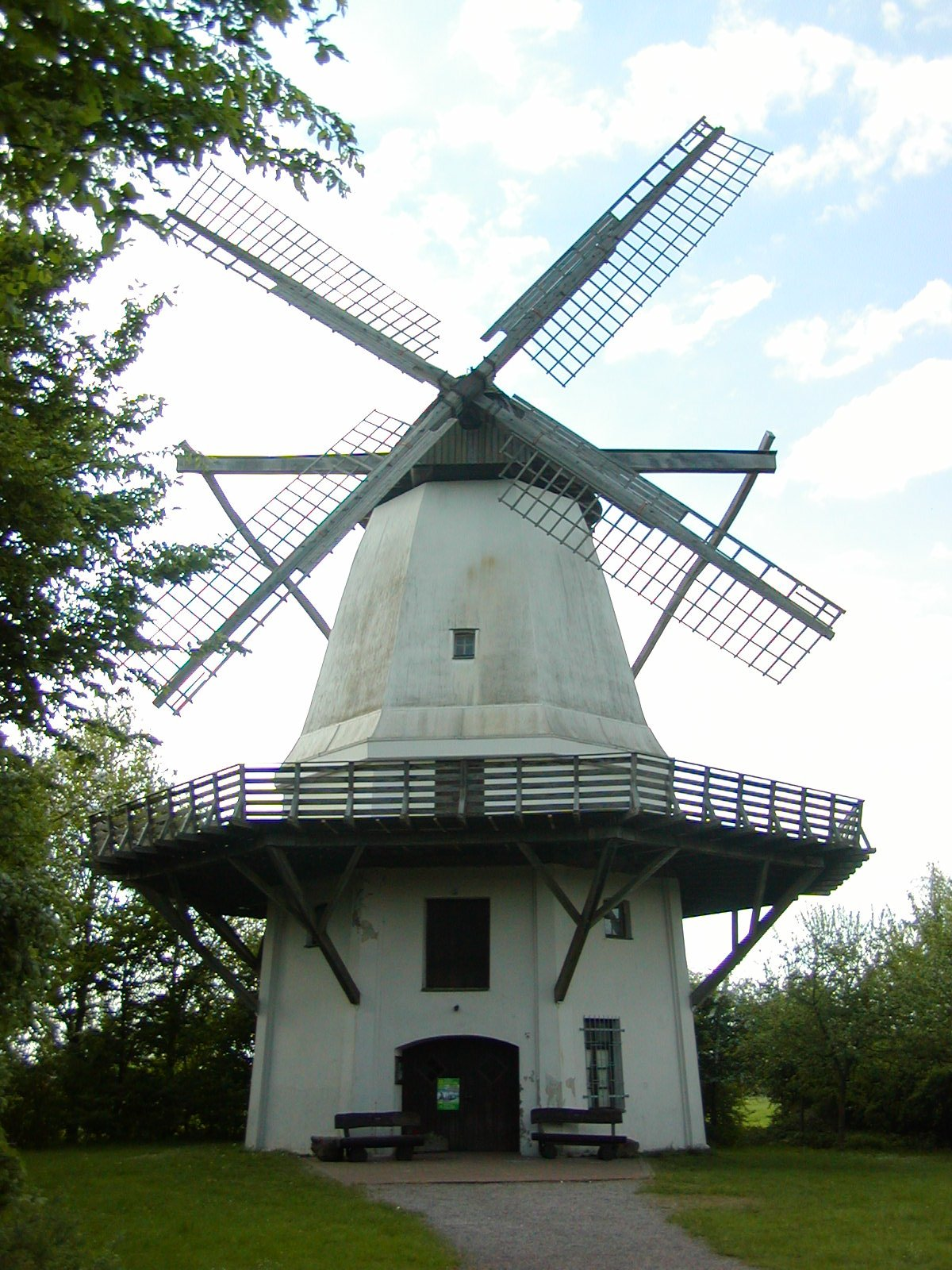
Windmühle Tonnenheide

- Burgruine in Rahden-Kleinendorf: Die Burg wurde zwischen 1310 und 1320 errichtet und diente lange Jahre als Sitz verschiedener Amtspersonen. Im Winter 1878/1879 brannte die Burg letztmals ab und steht seitdem nur noch als Ruine.
- Burg Stelle: Die Burg in Stelle ist nur noch als Bodendenkmal erhalten. Urkundlich erwähnt wurde die Burg erstmals im 13. Jahrhundert. Die Burg Stelle scheint aber nur kurze Zeit bedeutend gewesen zu sein, denn die nur wenige Kilometer entfernte Burg Rahden wurde im 14. Jahrhundert dauerhaft in Ziegelbauweise ausgebaut.[23]
- St.-Johannis-Kirche: Der Westturm der Kirche stammt aus dem 13. Jahrhundert, das Langhaus ursprünglich aus dem Jahr 1353. Letzteres wurde 1789 umgebaut und dabei völlig neu gestaltet. Die Gründung der Kirche geht der Überlieferung nach auf den Mindener Bischof Gerhard I. im Jahre 1353 zurück. Die Kirche hat ein klassizistisches Langhaus mit erhaltener gotischer Süd- und Ostwand.
- Bahnhof Rahden von 1899 mit Lokomotivschuppen und Drehscheibe: Beim Lokomotivschuppen stand ursprünglich ein Wasserturm, der jedoch zum Jahresende 1969 gesprengt wurde. Ab dem Jahr 2007 wurde das Bahnhofsgebäude umfassend saniert. Nach der Sanierung des Bahnhofes hat der örtliche Kulturverein „Kul-Tür“ im alten Güterschuppen ein neues Zuhause gefunden. Hier sind Aufführungen für bis zu 160 Gäste möglich. Im Hauptgebäude hat neben dem Stadtarchiv auch die Chronikgruppe der Museumseisenbahn ein neues Domizil gefunden. Weiterhin sind Räumlichkeiten für das DRK geschaffen worden. Im alten Büro des Bahnhofsvorstehers hat die Stadt Rahden ein „Trauzimmer“ eingerichtet, eine Dependance zum Standesamt im Rathaus.
- Marktschänke, Alter Markt 1: In dem Fachwerk-Dielenhaus aus der Zeit um 1680 befindet sich heute die Marktschänke. Es ist das Geburtshaus von Carl Langhorst, dem Ehrenbürger der Stadt Rahden. Außerdem befand sich hier früher das alte Rahdener Kino. Im Jahr 1985/1986 wurde es umfassend restauriert.
- Schloss Rahden von 1883: Das Schloss Rahden wurde 1883 vom Gutsbesitzer Bock im heutigen Ortsteil Kleinendorf errichtet. Es ist landläufig auch als „Gut Bock“ bekannt. Heute befindet sich in dem Gebäude der Verwaltungstrakt des umfangreichen Seniorenheims „Schloss Rahden“. Das Schloss befindet sich in unmittelbarer Nähe zur Burgruine Rahden.

Außerdem sind folgende Rahdener Mühlen Teil der Westfälischen Mühlenstraße:
- Bockwindmühle in Rahden-Wehe: Diese Mühle ist nach bisherigen Erkenntnissen die älteste im Kreis Minden-Lübbecke an einem Standort stehende Windmühle. Seit ungefähr 1370 stand hier eine Mühle. Als Bischofs-Mühle wurde sie in einem Urkundenbuch von 1370 erwähnt. 1982 wurde die Mühle restauriert.
- Hochzeitsmühle in Tonnenheide: Der auffällige Galerie-Holländer wurde 1878 in Steinbauweise erbaut und beherbergt ein Standesamt. Sie wird daher „Hochzeitsmühle“ genannt.
- Rossmühle Rahden: Diese Göpelmühle ist eine von zwei erhaltenen Rossmühlen im Kreis und steht im Museumshof in Rahden-Kleinendorf: Die um 1860 erbaute Rossmühle stand ursprünglich in Tonnenheide-Hahnenkamp.

### Parks
Rahden ist arm an parkähnlichen Anlagen. Die einzige parkähnliche Grünfläche in der Innenstadt ist die „Wehme“ in unmittelbarer Nähe zum evangelischen Gemeindehaus. Einen parkähnlichen Charakter hat ebenfalls die Grünfläche am „Alten Markt“ mit Kriegerdenkmal, Spielgeräten und Ruhebänken. Im Ortsteil Kleinendorf beschreibt der „Heimatpark“ die Grünfläche mit See rund um das Ensemble aus Museumshof, Burgruine und dem Schützenhaus.

### Naturdenkmäler

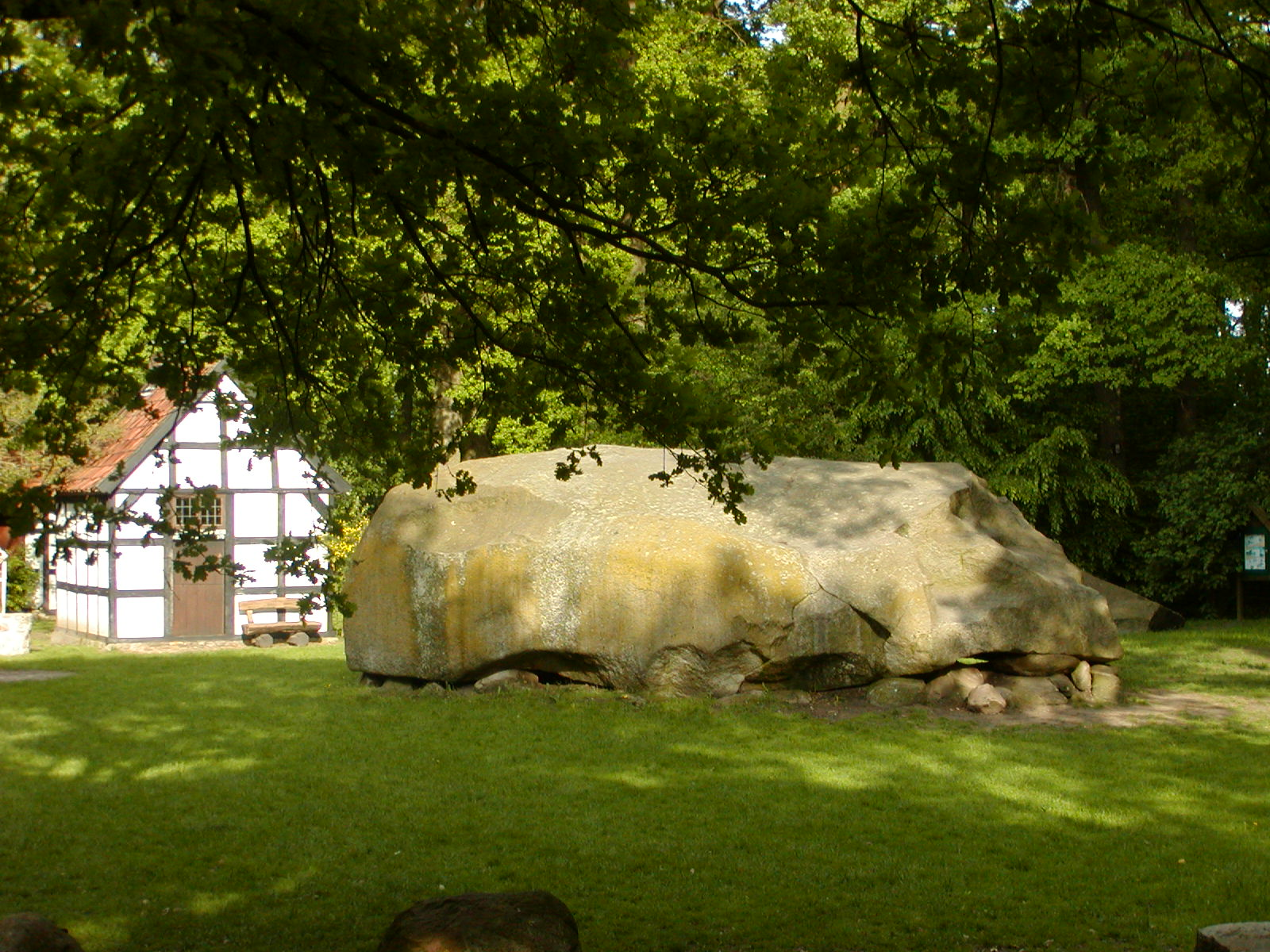
Großer Stein

- Der Findling Großer Stein von Tonnenheide: Der Stein ist zehn Meter lang, sieben Meter breit und drei Meter hoch. Sein Gewicht beträgt etwa 350 Tonnen. Er ist der größte bekannte und hinreichend genau vermessene landliegende Findling in Norddeutschland (seeliegend evtl. übertroffen vom Buskam). Am 30. August 1981 wurde er gehoben und an seinen heutigen Platz transportiert.
- Der Schnakenpohl im Ortsteil Varl südwestlich von Rahden ist ein Heideweiher mit besonderer Flora, der bereits 1936 als Naturschutzgebiet ausgewiesen wurde und damit das älteste Naturschutzgebiet Westfalens darstellt. Das natürlich nährstoffarme Stillgewässer wurde in das europäische Schutzgebietssystem Natura 2000 aufgenommen.
- Weißes Moor: Das rund 46 Hektar große Gebiet in Tonneheide ist ein Hoch- und Niedermoor, das sich durch die moortypische Fauna und Flora auszeichnet.
- Der NRW-Nordpunkt bezeichnet den nördlichsten Punkt Nordrhein-Westfalens. Vor Ort gibt es Veranstaltungen, Kunst und teils Gastronomie. Der Nordpunkt ist vielfach Treffpunkt/Ziel von Motorradfahrern/-routen.

Im Stadtgebiet sind außerdem noch vier weitere Naturschutzgebiete ausgewiesen: das Filger Bruch, das Karlsmoor, der Weher Fledder und Zuschlag. Im Nordwesten reicht das Stadtgebiet bis an den Naturpark Dümmer.
Die 23 ausgewiesenen Naturdenkmäler in Rahden setzen sich aus 17 Solitärbäumen und Baumgruppen, darunter die aus fast 60 Linden bestehende Bocks Allee in Kleinendorf, fünf flächenhaften Objekten und dem Großen Stein von Tonnenheide als einzigem geologischen Objekt zusammen.

### Sport
Der mit Abstand größte Sportverein der Stadt und auch einer der größten des Altkreises Lübbecke ist der TuSpo 09 Rahden e. V. mit ca. 1386 Mitgliedern. Angeboten wird u. a. Badminton, Basketball, Fitness, Fußball, Leichtathletik, Taekwon-Do (Selbstverteidigung), Tischtennis, Turnen, Volleyball, Walking bzw. Nordic Walking und Wirbelsäulengymnastik. Der Rollstuhlbasketballverein Baskets 96 Rahden spielte in der Saison 2017/2018 und erneut seit der Saison 2019/2020 in der 1. Bundesliga. Weitere Sportvereine im Gebiet der Stadt sind der TuS „Schwarz-Weiß“ Wehe, die Union Varl, Eintracht Tonnenheide, SSV Preußisch Ströhen und der Verbandsliga-Tischtennisclub RTTC.
In und um Rahden liegen ca. 90 Kilometer gut ausgebaute Inline-Skate-Strecken mit ausgeschilderter Gastronomie und Sehenswürdigkeiten. Alle Start- und Endpunkte der verschiedenen Strecken sind mit der Regionalbahn Eurobahn zu erreichen. Die Landschaft rund um Rahden lässt sich auch sehr gut mit dem Fahrrad erkunden. In den letzten Jahren wurden dafür unter anderem viele neue Fahrradwege gebaut, bzw. eine Ausschilderung interessanter Routen vorgenommen.

### Regelmäßige Veranstaltungen

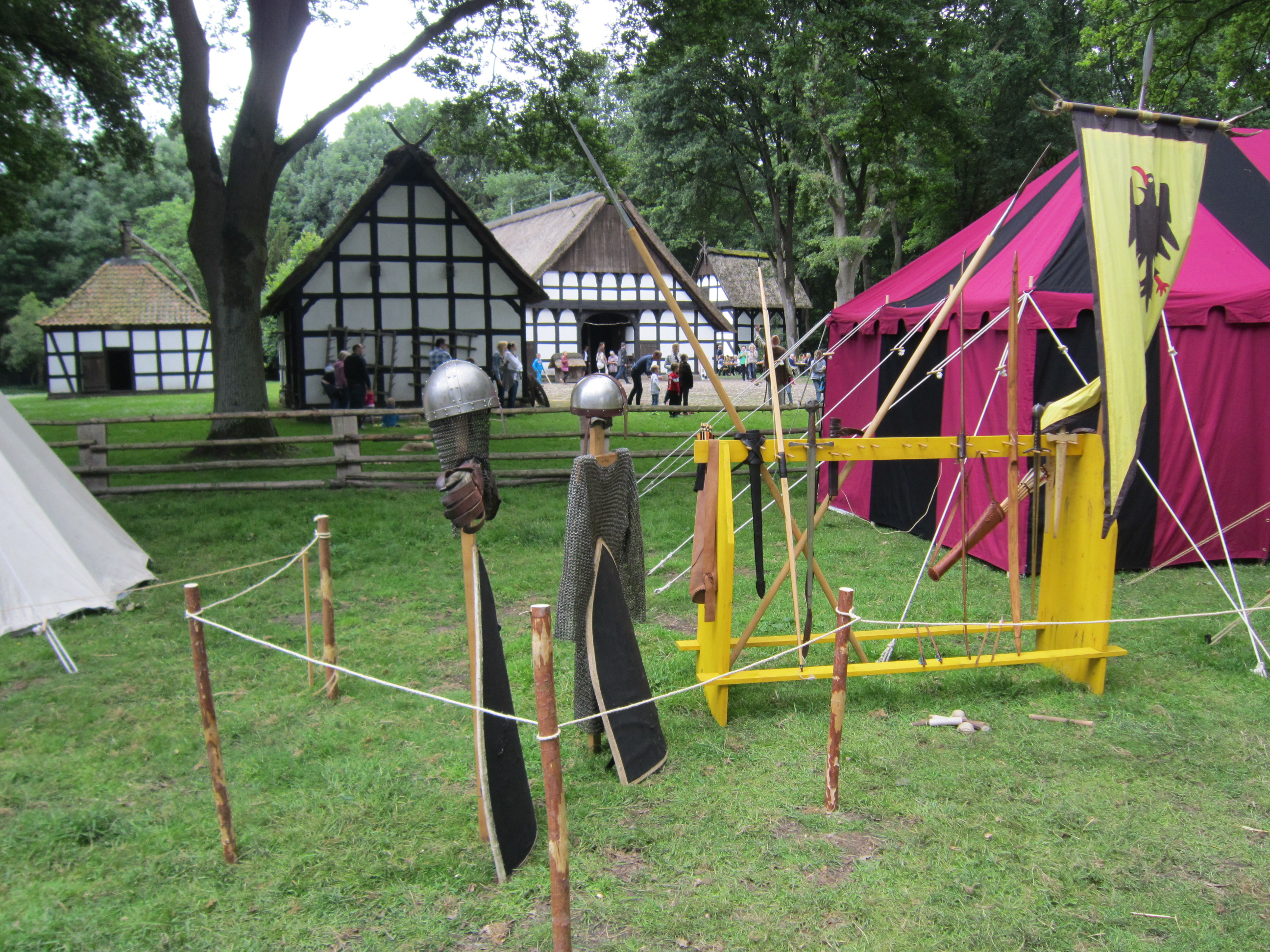
„Mittelalterliches Treiben“ im Museumshof

Jährliche Veranstaltungen sind das Rahdener Stadtfest, in der Regel am zweiten Juni-Wochenende, und der Rahdener Trödelmarkt meistens Mitte September. Im Ortsteil Preußisch Ströhen findet Ende September der Preußisch Ströher Markt statt. Diese Veranstaltungen werden von der Rahdener Werbegemeinschaft organisiert. Im Frühjahr kommen zur Automesse tausende von Besuchern in die Innenstadt. Am ersten Adventswochenende finden regelmäßig die „Dezemberträume“ der Rahdener Werbegemeinschaft statt. Der Weihnachtsmarkt befindet sich jeweils an der St.-Johannis-Kirche.
Ende Juni findet seit 2013 ein „Mittelalterliches Treiben“ auf dem Gelände des Museumshofs statt. Seit 2003 hat sich, jeweils an einem Wochenende im Oktober, die Veranstaltung der Rahdener Gastronomie, „Rahden kocht über“, etabliert.

### Kulinarische Spezialitäten
Ein typisches Getränk im Rahdener Land ist der „Ströher Schwarten“, den man, so sagt der Volksmund, immer trinken kann, solange die Tannen grün sind. Der „Schwarten“ besteht zu je einem Drittel aus Bohnenkaffee, Weizenkorn und heißem Wasser. Er wird dann nach Belieben mit Zucker gesüßt. Der Name stammt aus dem Plattdeutschen und heißt „schwarzer Grog“.
In der lokalen Gastronomie kann man das Heißgetränk Cappuccino teilweise noch in der Variante „Kaffee mit Sprühsahne“ antreffen.

## Wirtschaft und Infrastruktur

### Verkehr

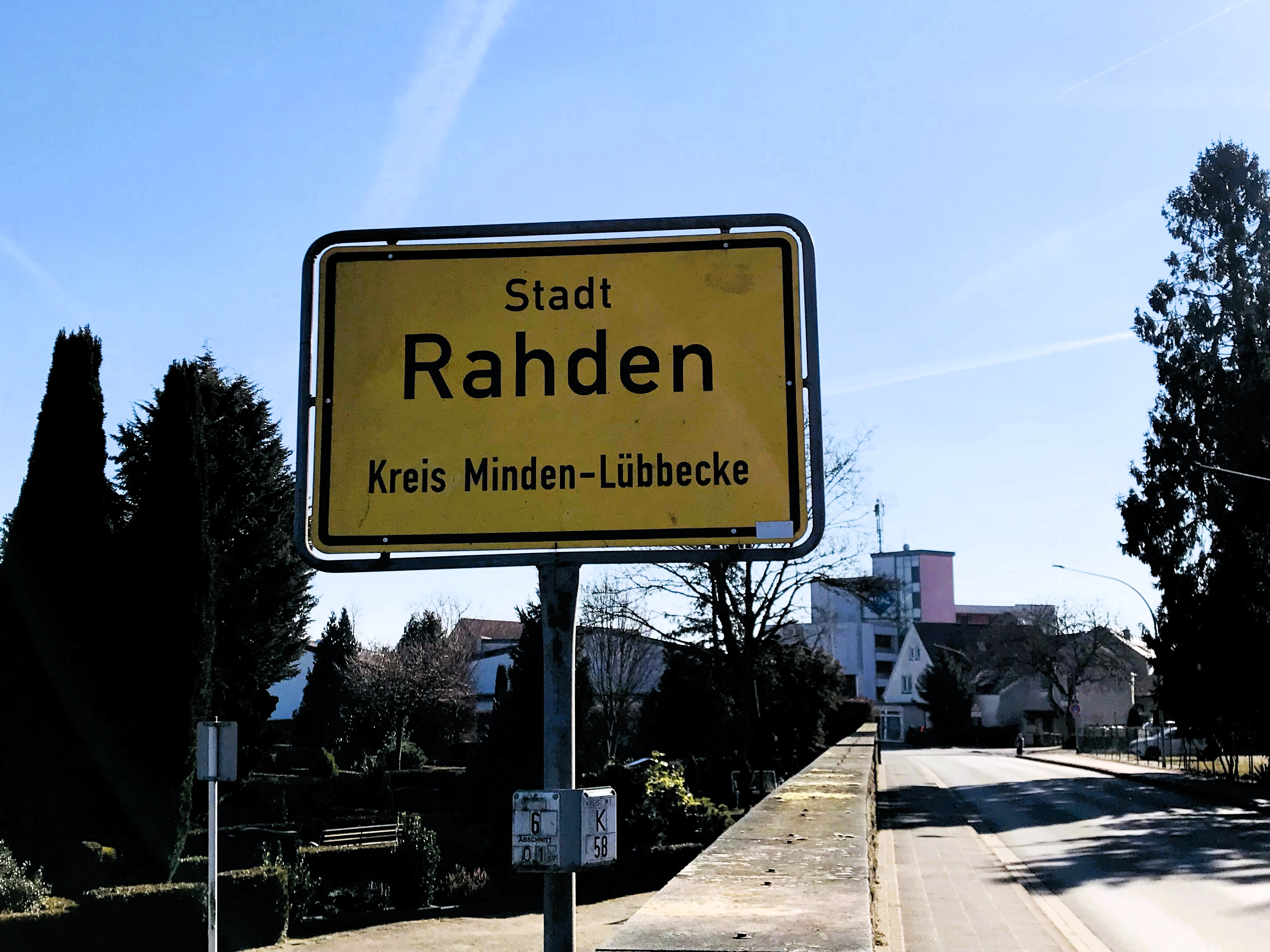
Ortseinfahrt an der K 58 (Lemförder Straße)

#### Straßenverkehr
Rahden ist über die Bundesstraße 239 an das Fernstraßennetz angebunden. Die nächsten Anschlussstellen an das deutsche Autobahnnetz sind die AS Kirchlengern zur A30 (ca. 30 km), die AS Bad Eilsen zur A2 (ca. 45 km), die AS Osnabrück-Schinkel zur A33 (ca. 45 km) und die AS Bremen-Brinkum an die A1 (ca. 75 km). Eine Anschlussstelle Rahden/Diepenau war in den 1970er Jahren für den Bereich der A5 zwischen Bremen und Gießen geplant, allerdings wurde dieser Autobahnabschnitt nie gebaut.

#### Schienen- und Busverkehr

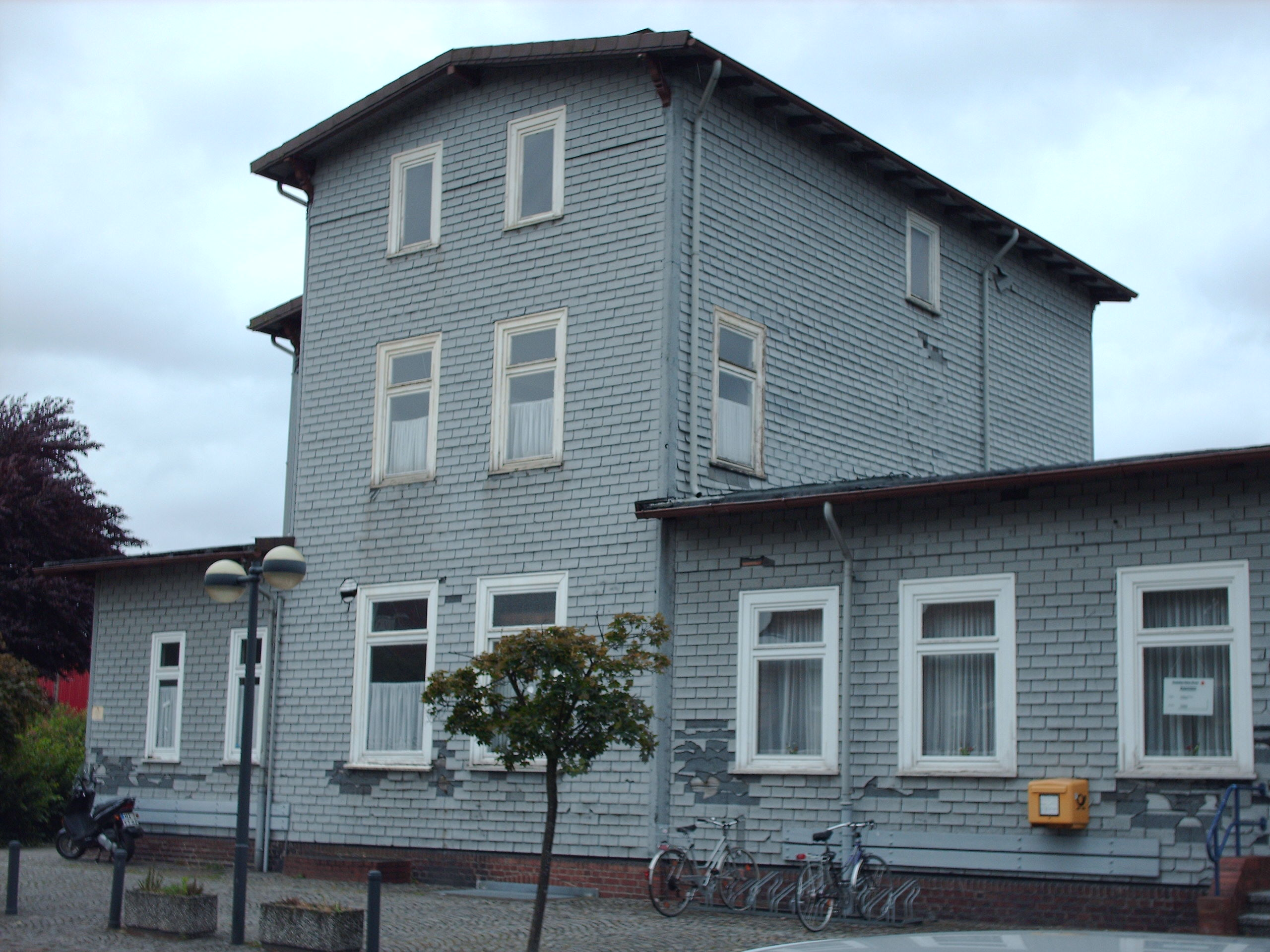
Bahnhof Rahden

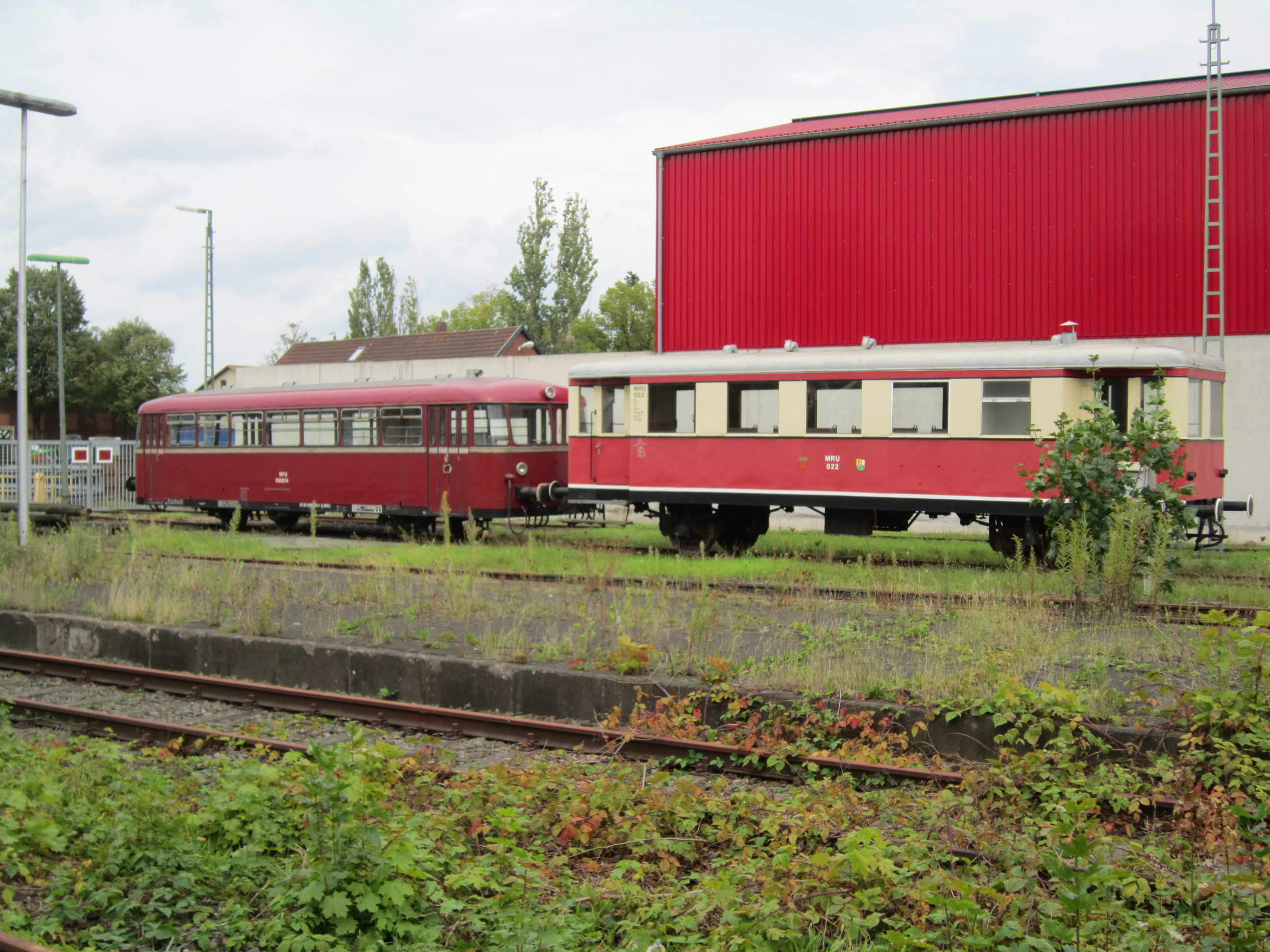
Fahrzeuge der Museumseisenbahn Rahden–Uchte auf dem Gelände des Bahnbetriebswerks Rahden

Der Rahdener Bahnhof liegt an der ehemals durchgehenden Bahnstrecke Bünde–Bassum (auch „Ravensberger Bahn“ genannt), auf der im Stundentakt die nach ihr benannte Regionalbahn RB 71 der Eurobahn über Bünde und Herford nach Bielefeld verkehrt.
Der Personenverkehr wurde bis Mai 1994 über Rahden hinaus via Sulingen nach Bassum durchgeführt, von wo die Züge nach Bremen durchgebunden waren. Eine angedachte Reaktivierung dieser kürzesten Verbindung zwischen Ostwestfalen-Lippe und Bremen kam aber nicht zustande. Seit Ostern 2009 bietet die Auenland-Draisinen GmbH auf dem stillgelegten Streckenabschnitt von Rahden nach Wagenfeld-Ströhen Draisinenfahrten an.
In Planung war danach durch das „Aktionsbündnis Eisenbahnstrecke Bassum-Bünde“ die Reaktivierung der Strecke Bassum–Rahden als „Dümmer-Weser-Bahn“ unter der Bonner-Rhein-Sieg-Eisenbahn bis 2020. Auch dies kam allerdings nicht zustande.
Die Anrainerkommunen und das Bündnis setzen sich bis heute stark für eine Reaktivierung ein. 2020 hatte dies zumindest zur Folge, dass der Verband deutscher Verkehrsunternehmen die Strecke auf seine Liste zu reaktivierender Bahnstrecken setzte.
Auf der ehemaligen Bahnstrecke nach Uchte fährt eine Museumseisenbahn, die in den Sommermonaten planmäßig verkehrt.
Im Straßenpersonennahverkehr verkehren Regionalbusse nach Espelkamp, Lübbecke, Stemwede, Minden, Sulingen, Diepenau und Uchte.
Rahden gehört zum Tarifverbund Westfalentarif (Netz TeutoOWL). In den Bussen Richtung Sulingen gilt jedoch ab Stadtgrenze der Verbundtarif Bremen/Niedersachsen (VBN). Die Buslinie nach Uchte wendet den Tarif der Verkehrsgesellschaft Landkreis Nienburg an.

#### Luftverkehr
Der nächste internationale Flughafen ist der Flughafen Bremen ca. 80 km nördlich. Weitere Flughäfen befinden sich in Greven ca. 85 km südwestlich, Hannover ca. 100 km östlich und Paderborn/Lippstadt ca. 100 km südwestlich. In Porta Westfalica-Vennebeck (ca. 35 km südöstlich) befindet sich ein Verkehrslandeplatz, der hauptsächlich von Geschäftsreisenden, Privatpiloten und Segelfliegern genutzt wird.

#### Fahrradverkehr
Rahden verfügt über ein sehr gut ausgebautes Netz an Radwegen. Fast alle Ortschaften sind über Radwege an die Innenstadt angeschlossen. Dazu kommen viele verkehrsarme Nebenstraßen, auf denen man per Fahrrad die Landschaft erkunden kann.
Rahden liegt zudem an der ausgeschilderten Bahn-Rad-Route „Weser-Lippe“ und an der Mühlenroute des Mühlenkreises. Insgesamt vier Strecken beginnen oder enden in Rahden am Museumshof.

### Medien
Zu den in Rahden erscheinenden Printmedien zählen die drei örtlichen Zeitungen mit ihren Lokalteilen und ein lokales Anzeigenblatt des örtlichen Gewerbebundes.
- Die Rahdener Zeitung des Westfalen-Blattes aus Bielefeld
- Die Neue Westfälische aus Bielefeld mit der Lokalausgabe für Rahden und Espelkamp
- Das Diepholzer Kreisblatt der Kreiszeitung aus Syke mit dem Lokalteil für Rahden und Stemwede

Zweimal im Monat am Donnerstag erscheint seit 1951 in Rahden das werbefinanzierte Anzeigenblatt „Die Kiepe“. Es wird vom Gewerbebund Rahden als lokales Informationsmedium herausgegeben.
Die Radiowerkstatt Wehe in Trägerschaft der Volkshochschule Rahden ergänzt das regionale Angebot von Radio Westfalica im Rahmen des Bürgerfunks.
2013 wurde die zweite Staffel der satirischen ZDF-Wissenschaftsshow Nicht nachmachen! in einem alten Bauernhof in der Ortschaft Varl gedreht. Hierbei wirkten Wigald Boning und Bernhard Hoëcker als Moderatoren vor Ort.

### Telekommunikation
Im Südwesten von Rahden befindet sich ein 120 Meter hoher Fernmeldeturm (▼) der Deutschen Telekom. Im Unterschied zu den meisten anderen Fernmeldetürmen vergleichbarer Höhe verfügt er nicht über einen Betriebsraum und dient neben dem Richtfunk auch zur Verbreitung des Programms des Lokalsenders Radio Westfalica mit 80 Watt Sendeleistung im UKW-Bereich.

### Öffentliche Einrichtungen

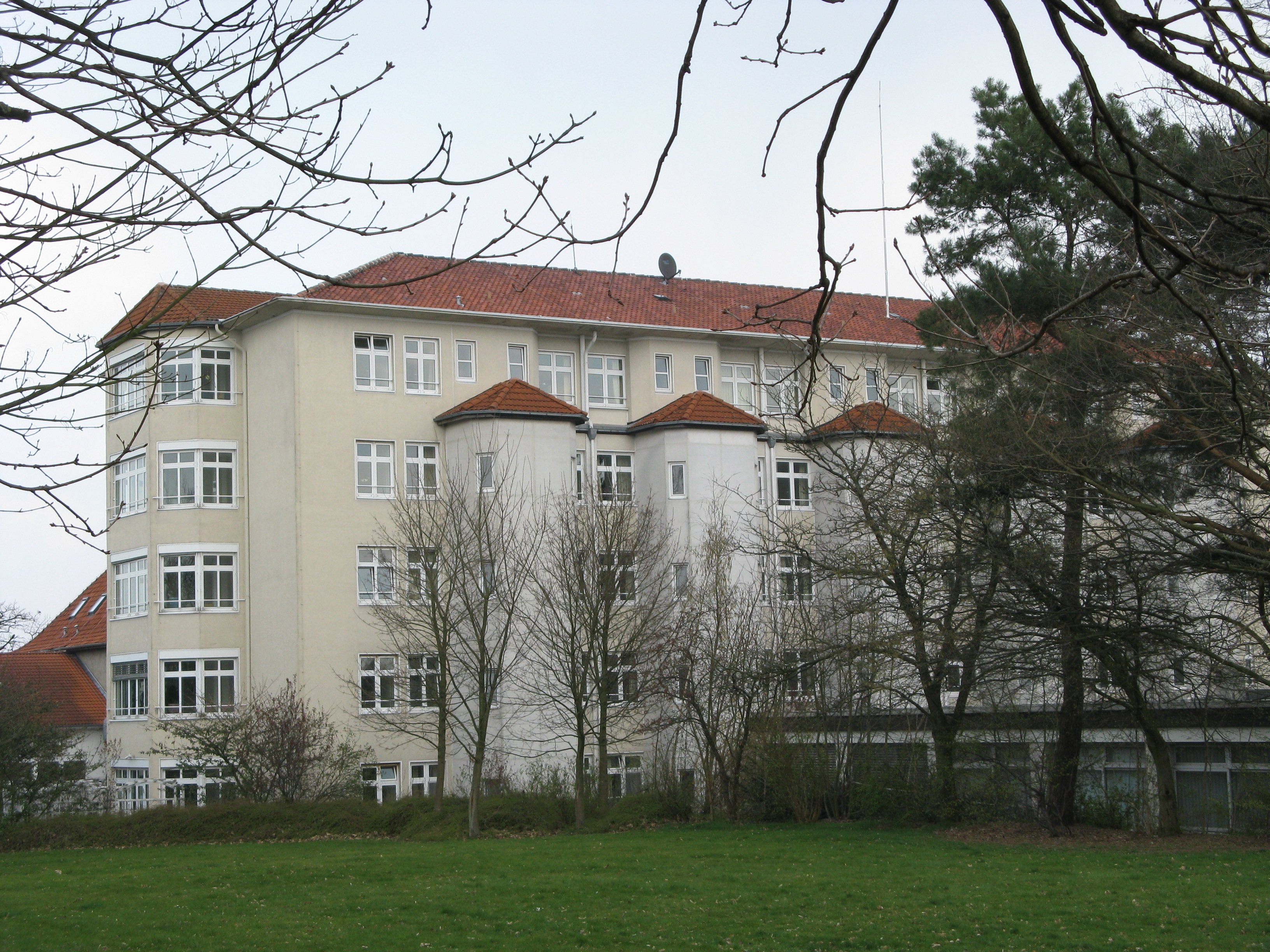
Krankenhaus

Mit dem Krankenhaus Rahden ist die Stadt einer der vier Standorte der Mühlenkreiskliniken. Es ist ein Haus der Grundversorgung mit den Fachrichtungen Innere Medizin und Chirurgie sowie einer orthopädischen Belegstation.
Im Dezember 2006 fasste der Kreistag den Grundsatzbeschluss zur Planung eines Neubaus in Rahden. Gleichzeitig fasste der Rat der Stadt Rahden den Beschluss, den Neubau mit einer Million Euro zu unterstützen.
Um die gesundheitliche Versorgung im nördlichen Bereich des Mühlenkreises sicherzustellen, ist in der Nähe des jetzigen Standortes eine neue Portalklinik in Trägerschaft der Mühlenkreiskliniken geplant.
Eine Rettungswache in Trägerschaft des Kreises Minden-Lübbecke ist in unmittelbarer Nähe zum Krankenhaus angesiedelt.
In der Stadtbücherei Rahden, in den ehemaligen Räumen der privaten Handelsschule Dr. Kohlhase, können etwa 16.000 Bücher aus den unterschiedlichsten Bereichen entliehen werden. Weiterhin stehen Zeitschriften und Hörbücher zur Verfügung. Das Stadtarchiv befindet sich ebenfalls in den Räumen der Bücherei.
Eine Freiwillige Feuerwehr mit einer Löschgruppe/-zug je Ortschaft stellt den Brandschutz der Stadt sicher. Für den Nachwuchs sorgt die Jugendfeuerwehr in der Kernstadt und in Preußisch Ströhen.
Im Ortsteil Kleinendorf befindet sich ein Hallen- und Freibad.
Rahden gehört zum Amtsgerichtsbezirk Rahden sowie zum Arbeitsamt und Finanzamt Lübbecke.

### Bildung

#### Grundschule
Die Stadt Rahden verfügt über insgesamt vier Grundschulen in der Kernstadt sowie in den Ortsteilen Varl, Tonnenheide und Preußisch Ströhen. Die Grundschule in Rahden ist die größte im Kreis Minden-Lübbecke und befindet sich im Schulgebäude der alten Grund- und Hauptschule in der Innenstadt nahe der Kirche.

#### Hauptschule
Die Hauptschule Rahden befindet sich seit 1994 in dem Neubau im Schulzentrum Rahden. Bis zum Jahr 1990 gab es in Rahden zwei Hauptschulen, die HS I in der Innenstadt sowie die HS II im Ortsteil Wehe. Aufgrund mangelnder Schülerzahlen wurde die Hauptschule Wehe 1990 geschlossen und mit der HS I zur Hauptschule Rahden verbunden. Bis zur Fertigstellung des Neubaus im Schulzentrum 1994 befand sich die Hauptschule in einem gemeinsamen Gebäude mit der Grundschule in der Innenstadt an der Schulstraße.

#### Realschule
Die Freiherr-vom-Stein-Realschule in Rahden wurde 1954 im heutigen Schulzentrum „Freiherr-vom-Stein-Straße“ neu erbaut. Etwa 500 Schüler besuchen heute diese Schule. In unmittelbarer Nähe zur Realschule befindet sich auch die Stadtsporthalle Rahden, die allen Schülern des Schulzentrums zur Verfügung steht. Zum 31. Juli 2019 wurde die Realschule aufgelöst.

#### Sekundarschule
Im Sommer 2014 eröffnete die Städtische Sekundarschule Rahden. Die Klassenräume befinden sich im Gebäude der Hauptschule Rahden. Derzeit besuchen 366 Schülerinnen und Schüler die Jahrgänge 5 bis 7.

#### Gymnasium
Das Gymnasium Rahden ist die jüngste Schulform der weiterführenden Schulen in Rahden. Im Jahr 1995 wurde erstmals in Rahden ein Gymnasium errichtet. Anfangs noch in den Räumen der ehemaligen privaten Handelsschule Dr. Kohlhase im Stadtkern, befindet sich das Gymnasium heute im Schulzentrum Freiherr-vom-Stein-Straße, wo 1996 der erste Bauabschnitt für das neue Gymnasium errichtet wurde.

#### Sonstige
Rahden gehört zum Zweckverband Volkshochschule Lübbecker Land sowie zum Musikschulverbund „Espelkamp-Rahden-Stemwede“. Bis in die 1980er Jahre gab es noch eine Hauswirtschaftsschule, bis 1992 in Rahden die private Handelsschule Dr. Kohlhase sowie eine landwirtschaftliche Berufsschule im Ortsteil Kleinendorf.
Das Bildungsangebot wird komplettiert durch insgesamt acht Kindergärten und -tagesstätten, die nahezu flächendeckend in fast allen Ortschaften vorhanden sind.

#### Mensa
Seit Februar 2009 gibt es im Schulzentrum eine Mensa für die weiterführenden Schulen. Sie grenzt direkt an die Realschule und bietet mit 150 Plätzen den Schülern der drei Schulen mittags eine warme Mahlzeit. Geführt wird die Mensa von den Lübbecker Werkstätten.
In der Mensa fand auch das Rahdener „Jugendcafé“ eine neue Heimat. Mit der Neueröffnung erhielt die offene Kinder- und Jugendarbeit der Stadt Rahden neue und größere Räume und damit verbunden auch mehr und bessere Möglichkeiten, um Jugendlichen Raum für eine sinnvolle Freizeitgestaltung zu bieten. Neben einem Billardtisch und einem Kicker stehen zahlreiche Spiele zur Verfügung. Außerdem ist es mit drei Computern mit Internetanschluss ausgerüstet, die kostenlos genutzt werden können.

### Ansässige Unternehmen
Die Wirtschaftsstruktur ist überwiegend mittelständisch geprägt. Der Schwerpunkt der lokalen Wirtschaft liegt im Bereich Maschinen- und Metallbau sowie Metallguss. Der Dienstleistungs- und Gesundheitssektor ist ebenfalls stark vertreten. In der Stadt standen 2007 rund 4600 sozialversicherungspflichtige Arbeitsplätze zur Verfügung. 2007 betrug die Arbeitslosenquote etwa 4,6 Prozent.
Größtes Unternehmen ist der Maschinenbaukonzern Kolbus, der mit über tausend Beschäftigten an seinem Hauptstandort in Rahden Buchbindereimaschinen sowie komplette Inlineproduktionssysteme für die druckweiterverarbeitende Industrie entwickelt und herstellt. Zweitgrößtes Unternehmen mit rund 250 Beschäftigten ist die Heinrich Meier Eisengießerei, die Produkte für Hausentwässerung, Hofentwässerung und Straßenentwässerung herstellt. Mit dem 1896 gegründeten Sielhorster Feuerversicherungsverein a. G. ist ein kleiner eigenständiger Versicherungsverein ansässig.
Eine weitere Aufwertung als Gewerbestandort erhält die Stadt Rahden durch die Ansiedlung der Harting Technologiegruppe, die einen Teil ihrer Verwaltungs- und Produktionstätigkeit aus der Nachbarstadt Espelkamp nach Rahden verlegt und das ehemalige Windhorst-Center weiternutzt. In Rahden befindet sich auch der Verlag Marie Leidorf (VML), der auf archäologische Publikationen spezialisiert ist.

## Persönlichkeiten

### Ehrenbürger
Einziger Ehrenbürger der Stadt Rahden ist der 1867 in Großendorf geborene Porträtmaler, Dichter und Komponist des „Neuen Westfalenmarsches“ Carl Langhorst (gest. 1950 in Rahden). Nach ihm wurde auch eine Straße in der Innenstadt benannt.

### Söhne und Töchter der Stadt
Die hier aufgeführten Persönlichkeiten kommen aus der Stadt Rahden und haben sowohl regionale, nationale oder sogar internationale Bedeutung. Dabei ist die Aufzählung nicht abschließend.
(So weit wie möglich ist statt der pauschalen Angabe Rahden die Ursprungsgemeinde oder später der jeweilige Stadtteil vermerkt. Durch die Sortierbarkeit jeder Spalte kann nicht nur der Nachname alphabetisch sortiert, sondern es können auch schnell Jubiläumsjahreszahlen gefunden werden.)
| Name                        | geb. | in          | gest. | in                 | Anmerkung                                                                |
| --------------------------- | ---- | ----------- | ----- | ------------------ | ------------------------------------------------------------------------ |
| Christine von Halle         | 1533 | Rahden      | 1603  | Breitenburg        | Ehefrau von Heinrich Rantzau                                             |
| Jan Spieker                 | 1782 | Rahden      | 1828  | Goldenstedter Moor | Händler; sein Leichnam wurde 1978 als Moorleiche ausgegraben             |
| Franz Christian von Borries | 1723 | Rahden      | 1795  | Leopoldshöhe       | Geheimrat und Adeliger                                                   |
| Carl Albert Hermann Bock    | 1841 | Rahden      | 1916  | Verden             | Rittergutsbesitzer und Reichstagsabgeordneter                            |
| Carl Langhorst              | 1867 | Rahden      | 1950  | Rahden             | Maler und Komponist                                                      |
| Ernst Lindemann             | 1869 | Rahden      | 1943  | Lüneburg           | Maler                                                                    |
| Christian Rosenbohm         | 1878 | Kleinendorf | 1948  | Lübbecke           | Mitglied des Landtags NRW, Mitglied Provinziallandtag für Westfalen      |
| Heinrich Bretthorst         | 1883 | Rahden      | 1962  | Leipzig            | Politiker (SPD/SED)                                                      |
| Heinrich Berg               | 1893 | Kleinendorf | 1954  | Kleinendorf        | Politiker (CDU), Landrat im Kreis Lübbecke                               |
| Heinrich Kosynowski         | 1896 | Rahden      | 1963  | Minden             | Politiker (FDP), Landrat im Kreis Lübbecke                               |
| Rainer Kokemohr             | 1940 | Rahden      | 2020  |                    | Pädagoge und Professor für allgemeine Erziehungswissenschaft             |
| Friedrich Schepsmeier       | 1949 | Rahden      |       |                    | war Mitglied des Landtags NRW                                            |
| Hermann Schwengel           | 1949 | Rahden      | 2014  |                    | Soziologe und Hochschullehrer                                            |
| Helmut Klüter               | 1950 | Rahden      |       |                    | Geograph                                                                 |
| Friedhelm Ortgies           | 1950 | Rahden      |       |                    | War Mitglied des Landtags NRW                                            |
| Wilhelm Priesmeier          | 1954 | Rahden      |       |                    | Mitglied des Bundestags                                                  |
| Andreas Brandhorst          | 1956 | Sielhorst   |       |                    | Fantasy- und Science-Fiction-Autor sowie Übersetzer                      |
| Benny Schnier               | 1957 | Rahden      |       |                    | Radio- und Fernsehmoderator und Sänger                                   |
| Kurt Bock                   | 1958 | Rahden      |       |                    | Vorstandsvorsitzender der BASF                                           |
| Achim Post                  | 1959 | Rahden      |       |                    | Stellvertretender Bundesgeschäftsführer der SPD, Mitglied des Bundestags |
| Reinhard Schomäcker         | 1959 | Rahden      |       |                    | Chemiker                                                                 |
| Michael Buhre               | 1961 | Rahden      |       |                    | ehemaliger Bürgermeister von Minden                                      |
| Armin Lange                 | 1961 | Rahden      |       |                    | Judaist und Hochschullehrer                                              |
| Dietmar Kolbus              | 1966 | Rahden      | 2024  |                    | Schachspieler                                                            |
| Bianca Winkelmann           | 1967 | Rahden      |       |                    | Mitglied des Landtags NRW                                                |
| Martin Ganteföhr            | 1969 | Rahden      |       |                    | Computerspiel-Designer und Romanautor                                    |
| Markus Brandhorst           | 1970 | Rahden      |       |                    | Deutscher Meister im Bodybuilding                                        |
| Chris Bollenbach            | 1972 | Rahden      |       |                    | Mitglied des Landtags NRW                                                |
| Tine Wittler                | 1973 | Rahden      |       |                    | Schriftstellerin und Fernsehmoderatorin (Einsatz in vier Wänden, RTL)    |
| Lars Windhorst              | 1976 | Rahden      |       |                    | Unternehmer                                                              |
| Stefan Wessels              | 1979 | Rahden      |       |                    | Torwart, u. a. bei Bayern München und dem 1. FC Köln                     |
| Maik Gosdzinski             | 1980 | Rahden      |       |                    | Gospel-Musiker                                                           |
| Karsten Kieckhäfer          | 1981 | Rahden      |       |                    | Ökonom                                                                   |
| Daniela Beihl               | 1984 | Rahden      |       |                    | Mitglied des Landtags NRW                                                |

### Weitere Persönlichkeiten, die mit der Stadt in Verbindung standen/stehen
| Name                      | geb. | in              | gest. | in             | Anmerkung                                                                                |
| ------------------------- | ---- | --------------- | ----- | -------------- | ---------------------------------------------------------------------------------------- |
| Carl Heinrich Ebmeier     | 1793 | Schlüsselburg   | 1850  | Paderborn      | Amtsrichter in Rahden und Mitglied der Frankfurter Nationalversammlung                   |
| Johann Heinrich Volkening | 1796 | Hille           | 1877  | Bad Holzhausen | Theologe, Hilfspfarrer in Ströhen                                                        |
| Elsbeth Montzheimer       | 1856 | Berlin          | 1926  | Rahden         | Schriftstellerin                                                                         |
| Karl Röttger              | 1877 | Lübbecke        | 1942  | Düsseldorf     | Schriftsteller, Pseudonym: Jacobus von Rahden                                            |
| Ludwig Rickert            | 1897 | Schelze (Posen) | 1963  | Wuppertal      | Oberbürgermeister von Bonn und Lehrer in Rahden                                          |
| Inge Höger                | 1950 | Diepholz        |       |                | Mitglied des Bundestages, ging in Rahden zur Schule                                      |
| Günter Kozlowski          | 1953 | Bielefeld       |       |                | Landtagsabgeordneter, Staatssekretär im Verkehrsministerium NRW, Stadtdirektor in Rahden |